# Glosar de arhitectură
Prezentul glosar conține termeni referitori la arhitectură, urbanism, amenajări interioare și mobilier.

## A

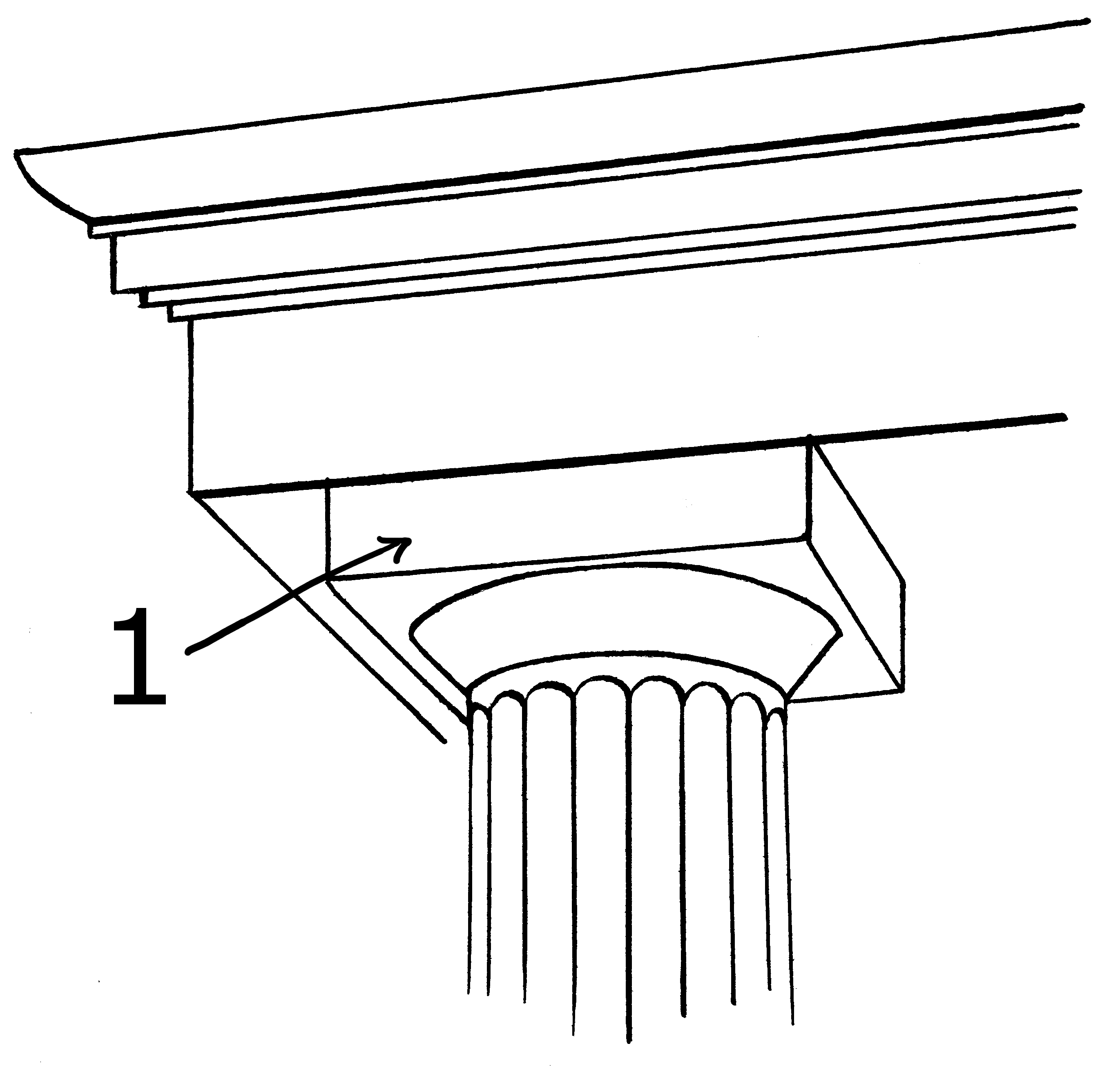
Abaca unui capitel doric

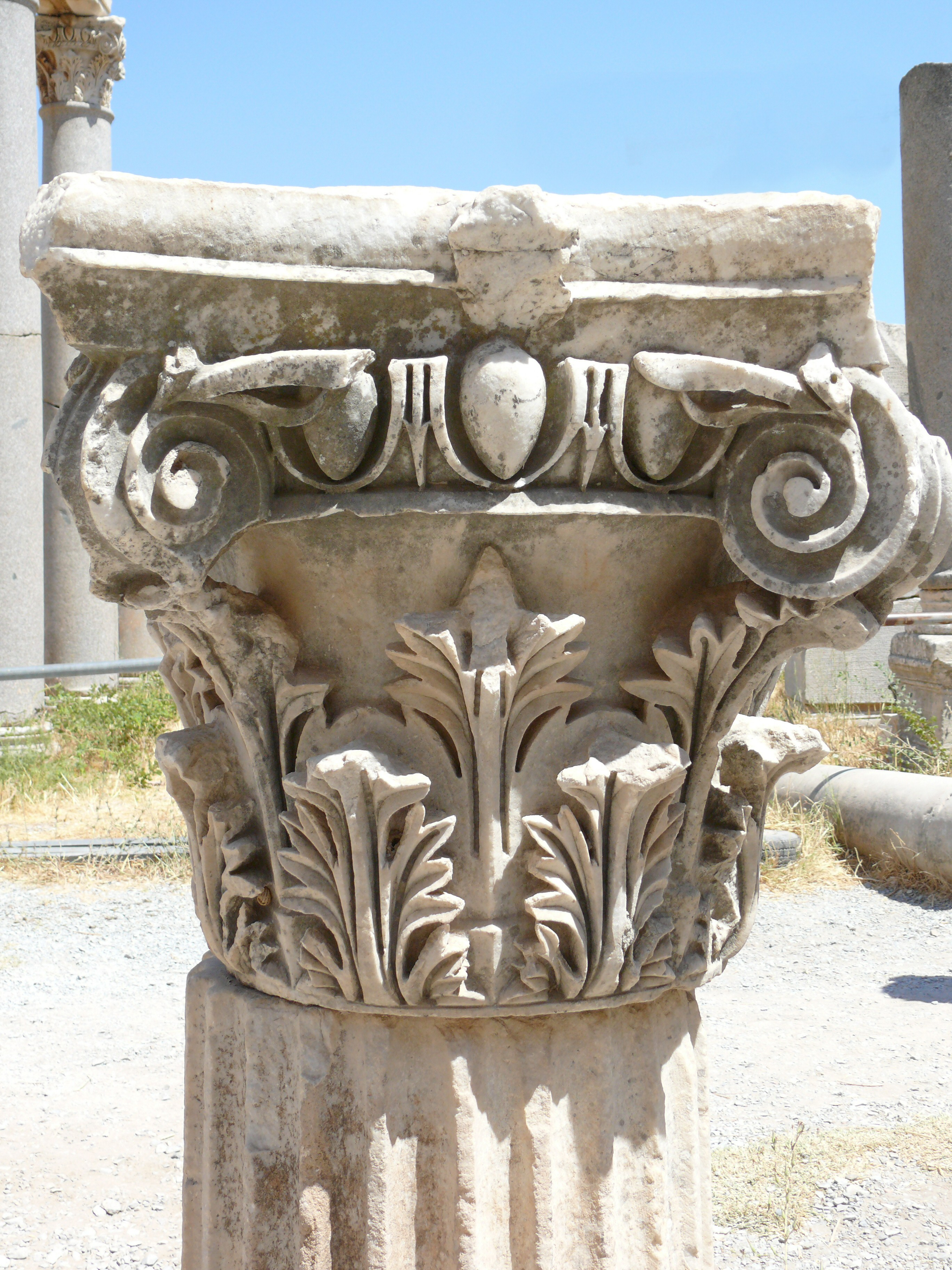
Capitel compozit decorat cu frunze de acante

- abacă - placă de piatră plasată deasupra capitelului unei coloane, de formă cel mai adesea pătrată, mai rar octogonală și care face legătura cu arhitrava.
- abație - un complex de clădiri adăpostind o mănăstire catolică cu statut special, condusă de un abate (stareț sau superior), respectiv de o abatesă (stareță).
- absidă

- spațiu cu traseu circular, poligonal, rectangular sau, mai rar, lobat, ieșit în rezalit față de zidul perimetral al unei clădiri;
- partea în formă de nișă, rezervată în biserici persoanelor oficiale.
- absidiolă - mică absidă laterală la bisericile creștine, care flanchează pe cea principală sau încheie navele laterale spre est.
- academism - stil arhitectural dominat de conformitatea față de principiile învățământului academic bazat pe studiul artei clasice.
- acantă - ornament caracteristic capitelurilor corintice și compozite, care imită frunzele de acantă.
- accesibilitate - proiectarea și amenajarea spațiilor construite, clădirilor și infrastructurii urbane astfel încât să permită utilizarea facilă, sigură și autonomă de către toate persoanele, inclusiv cele cu dizabilități sau mobilitate redusă; exemple de elemente specifice: căi de acces fără obstacole, elemente tactile și vizuale, lifturi și platforme de acces.
- acoladă - ornament obținut prin racordarea față de o axă de simetrie a mai multor arce de cerc formând un unghi și utilizat mai ales în arhitectura gotică la închiderea părții superioare a deschiderilor (ancadrament de ferestre, uși, portale etc.).
- acoperiș - element de construcție care acoperă o clădire și o apără contra agenților externi.

- acoperiș vegetal - acoperiș în care materialele utilizate în mod curent (țiglă, lemn sau tablă) sunt înlocuite cu vegetație.
- acropolă - citadelă din Grecia antică situată pe o zonă înaltă, greu accesibilă și a cărei incintă cuprindea principalele edificii (palate, temple etc.).
- acroter(ă) - element ornamental de forma unui piedestal așezat în vârful sau la extremitățile unui fronton pentru a susține un ornament.
- acustică arhitecturală - tehnici care tratează, într-o clădire, într-o sală de spectacol, propagarea sunetului pentru calitatea percepției acestuia.
- aditon (uneori, adyton) - încăpere secretă a unui templu grecesc,[1]rezervată anumitor funcții, în cea mai mare parte religioase.
- adosat

- (despre o coloană, un pilastru) lângă un perete;
- (despre o construcție) lipită de un edificiu.
- aediculă - (în Antichitate) templu în miniatură; capelă mică, edicul; clădire miniaturală.
- afișier - vitrină, panou sau construcție special amenajată pe care se lipesc sau se fixează diferite anunțuri; loc (special amenajat) pentru afișaj.
- ajur:

- ornament cu perforații care permite pătrunderea luminii.
- ornament format din găuri practicate într-o placă de metal, de teracotă etc. ori în pereții unui vas de lut.
- ajurare - ornamentare cu ajururi.
- alcazar - palat al regilor mauri din Spania.
- alcov - loc mai ridicat sau firidă într-o cameră de dormit, unde se așază patul.
- alee:

- drum îngust și scurt într-un parc, într-o grădină etc, acoperit cu prundiș sau cu nisip și mărginit de arbori și flori;
- spațiu de circulație mărginit pe ambele părți de elemente arhitecturale de același fel sau de sculpturi.
- aliniament

- spațiu care conține elemente de același tip (arbori, coloane, clădiri) așezate în linie și eventual la distanțe egale;
- rezultatul unei sistematizări urbane, care constă în aducerea la o linie comună a spațiilor verzi sau a amenjărilor care le deservesc.
- aliniere – așezarea construcțiilor, a parcelelor după o anumită direcție.
- altorelief - varietate a reliefului, în care formele se despind puternic, fără să piardă contactul cu fondul (vezi și basorelief).
- ambrazură

- deschizătură într-un zid în vederea montării unei uși sau ferestre;
- deschidere practicată într-o amenajare întărită (fortăreață) pentru a permite tragerea cu o armă.
- amfiprostil (în Grecia și Roma antică) templu dreptunghiular, cu un portic deschis din patru coloane, pe care se sprijină frontonul, pe fațada anterioară și un altul pe partea posterioară.
- amfiteatru -

- edificiu de formă circulară, în general neacoperit, cu locurile pentru public dispuse în trepte;
- sală de curs sau de conferințe cu scaunele dispuse în trepte.
- amnar (arhitectură)

- (sens regional) fiecare dintre cei patru stâlpi de lemn care se pun la colțurile unei construcții țărănești, pentru a sprijini acoperișul.
- (sens regional) lemn scurt cu care se prind grinzile unui tavan.
- amplasament - locul pe care se așază o construcție sau un ansamblu de clădiri.
- amvon - construcție (estradă sau mic balcon) într-o biserică, de unde preotul își rostește predica.

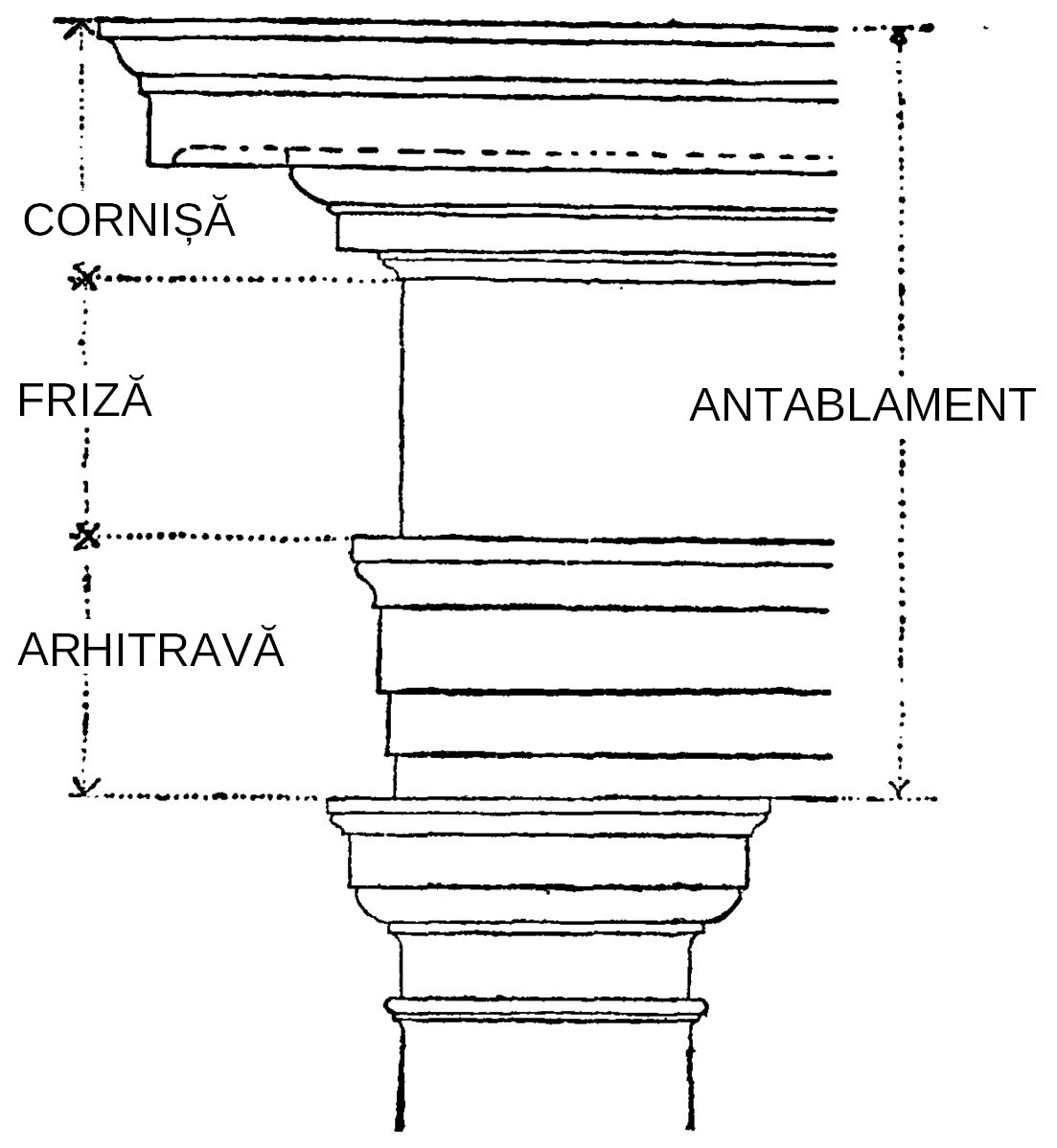
Antablament, format din cornișă, friză și arhitravă

- anaglifă - sculptură în relief sau basorelief.
- anastiloză - operație de restaurare a unui monument prin amplasarea elementelor arhitectonice căzute la locul de origine.
- anathyrosis - falț care mărginește fața anterioară a blocurilor de piatră dintr-un parament.
- ancadrament:

- chenar decorativ în relief care înconjoară o ușă, o fereastră, un panou etc.
- bordură îngustă de cărămidă, împrejmuire de vegetație scundă care mărginește un spațiu plantat;
- ansamblu de construcții, de plantații etc. care mărginesc o piață.
- anconă:

- consolă care susține cornișa;
- placă așezată în altar, sculptată sau pictată; nișă în care este așezată această placă.
- ancoraj – ansamblu de piese care servește la ancorare.

- sistem de cabluri, sfori etc. prin care se fixează un stâlp, o construcție înaltă etc.
- anéxă (construcție-~) - construcție care se adaugă alteia deja existente.
- anfiladă - șir de camere, clădiri (de portice sau de colonade) care se succed în linie dreaptă.
- angajat - (despre coloane) care este zidită cel puțin cu jumătate din diametrul ei în zidul sau în stupul cu care face corp comun.
- antablament (denumit și antablatură) - element de arhitectură, compus din arhitravă, friză și cornișă, așezat deasupra zidurilor sau coloanelor unei construcții, care susține acoperișul.[3]
- antă - element decorativ de forma unui pilastru sau a unei coloane, așezat în prelungirea zidurilor laterale ale unui edificiu, cu care face corp comun.
- antefix - ornament (de pământ ars) așezat la marginea inferioară a acoperișului de olane al unui edificiu, servind uneori ca gargui.
- antemion - ornament spiral în formă de frunze și flori de lotus.
- antesoclu - bază ieșită în afară a soclului unei clădiri.
- anticameră - încăpere închisă, după vestibul, care comunică cu mai multe încăperi principale, ea având ca destinație tradițională să servească de loc de așteptare pentru vizitatori, care sunt triați după rangul sau obiectul vizitei lor.
- antresol - vezi mezanin.
- antreu - vezi vestibul.
- antropomorf - element decorativ sau figurativ, care are la bază imaginea figurii umane.
- apadană - sală a tronului în palatele regilor persani.
- apareiaj

- mod de tăiere și de dispunere a pietrelor sau cărămizilor în zidurile de fațadă;
- mod de decorare a unui zid, care imită așezarea pietrelor sau cărămizilor.
- apartament - diviziune principală a unei clădiri, a unui imobil, compusă din mai multe camere și dependințe și care servește, de obicei, ca locuință (stabilă sau temporară).
- apartament nupțial:

- ansamblu de încăperi într-un hotel, constituind o unitate, mobilate luxos, și care este rezervat numai de perechi de tineri căsătoriți recent, pentru perioada de după nuntă;
- (la plural) complexul camerelor și sălilor rezervate locuinței private a fiecărui membru al unei familii regale sau princiare.
- apex  - capăt, extremitate ascuțită a unui acoperiș; vezi și coamă.
- aplică:

– ornament în relief fixat pe suprafața unui perete;
- candelabru sau alt corp de iluminat care se fixează pe un perete.
- apofiză - mulură concavă care marchează legătura dintre fusul unei coloane și baza ei.
- apter - (despre temple antice) care este proiectat și construit fără colonade laterale.
- arabesc – tip de ornamentație specific artei arabe, care constă în combinații variate și bogate de linii și motive geometrice.
- arc – element care unește două ziduri, doi piloni, două coloane etc., dispuse astfel încât să se susțină reciproc.
- arcadă – element arhitectonic format din unul sau mai multe arce și din elementele care le susțin (zid, coloană, stâlp).
- arcadă oarbă - tip de arcadă, în care zidul de sub arc nu este pătruns total de gol, creându-se astfel o nișă plată.
- arcatură

- arcadă mică sau șir de arcade, foarte puțin adâncite, adosate unui perete sau părților unei construcții și care îmbracă forma de arc;
- șir de mici arcade oarbe, cu scop ornamental, sprijinite pe console, baluștri sau lesene.
- arc batant - construcție în formă de semiarc, ridicată în exteriorul unui edificiu pentru a neutraliza împingerea boltelor gotice pe intersecția ogivelor.
- arc butant – arc de sprijin, amplasat în afara clădirii, având rolul de a transmite unui contrafort greutatea bolților.
- arc de triumf:

- construcție monumentală, de obicei sub formă de poartă, care a apărut în Antichitatea romană, sub care treceau trupele victorioase la întoarcerea din război sau ridicată pentru comemorarea unor victorii militare;
- monument cu una sau mai multe arcade, decorat bogat (cu basoreliefuri și inscripții) amplasat pe o arteră de circulație sau într-o piață, ridicat în amintirea sau pentru sărbătorirea unui eveniment însemnat.
- arcosolium - nișă funerară (arcuită) săpată în zid, în care se încastra sarcofagul, amplasată mai ales într-o catacombă.
- arc rampant - arc cu reazemele denivelate.
- Arcul Neutralității - un monument, situat în Așgabat (Turkmenistan), construit pentru celebrarea ieșirii țării de sub dominația rusă.
- arenă

- spațiul central al unui amfiteatru antic;
- ansamblul construcțiilor care deserveau acest spațiu;
- suprafața de teren a unui stadion pe care se desfășoară competiții sportive sau spectacole.
- areostil - sistem arhitectonic în care coloanele sunt dispuse la o distanță de trei diametre una de cealaltă în grupuri de cîte două și așezate uneori pe un piedestal comun; intercolonament spațios și aerat.
- arhitectura Egiptului antic -  practicile arhitecturale care au prevalat timp de peste trei milenii ale acestei perioade. Această durată deosebit de lungă invită la considerarea nu a unei arhitecturi, ci a unor arhitecturi egiptene.
- arhitectură:

- știinta și arta de a proiecta și a construi edificii după anumite concepții estetice și reguli tehnice;
- organizarea estetică spațiului și a construirii de ansambluri de edificii de producție, de transport, de locuit sau cu destinație social-culturală.
- arhitectură barocă - vezi baroc.
- arhitectură bisericească - vezi arhitectură ecleziastică.
- arhitectură bizantină - limbajul arhitectural care s-a dezvoltat în Imperiul Bizantin.
- arhitectură brâncovenească -  un stil arhitectural născut în Țara Românească din timpul domniei lui Constantin Brâncoveanu, care se distinge prin expresivitatea conferită de volumele arhitectonice ale scărilor exterioare, ale foișoarelor sau logiilor, care variază în mod pitoresc aspectul fațadelor.
- arhitectură de înaltă tehnologie - stil arhitectural modern târziu care a apărut în anii 1970, încorporând elemente ale industriei și tehnologiei high tech în proiectarea clădirilor; altă denumire: expresionism structural.
- arhitectură ecleziastică – totalitatea construcțiilor cu un caracter religios; se referă la arhitectura construcțiilor religioase creștine, care a evoluat în două milenii de creștinătate.
- arhitectură gotică - un stil arhitectural de origine franceză care s-a dezvoltat începând din a doua parte a Evului Mediu în Europa Occidentală și apoi s-a extins spre răsăritul Europei, inclusiv în România de astăzi.
- arhitectură laică – totalitatea construcțiilor cu rol administrativ sau de apărare.
- arhitectură medievală - arhitectura comună a Europei medievale.
- arhitectură mesoamericană - un set de tradiții arhitecturale produse de culturile și civilizațiile precolumbiene din Mesoamerica.
- arhitectură neobizantină - un stil arhitectural din a doua jumătate a secolului al XIX-lea și de la începutul secolului al XX-lea. A fost folosit îndeosebi în edificiile publice și religioase.
- arhitectură neobrâncovenească - un curent arhitectonic concretizat în România de la sfârșitul secolului al XIX-lea și continuând până către cel de-Al Doilea Război Mondial și chiar mai târziu. Reprezentanții acestei mișcări, precum Ion Mincu, au receptat formele stilului brâncovenesc, pe care l-au folosit în operele lor. Arhitectura neobrâncovenească a fost mai degrabă o mișcare programatică decât un stil unitar.
- arhitectură neoclasică - stil arhitectural apărut în secolul al XVIII-lea, inspirat puternic din estetica și ideile arhitecturale ale Greciei și Romei antice, caracterizat prin: simetrie, ordine clasice, forme geometrice simple, decorații subtile, materiale clasice.
- arhitectură neogotică - un stil arhitectural, apărut la mijlocul secolului al XVIII-lea în Anglia și care preconiza revalorificarea arhitecturii gotice medievale.
- arhitectură neorenascentistă - stil arhitectural care s-a dezvoltat în secolul al XIX-lea, în special în Europa, dar și în America de Nord, și care se inspiră din formele și principiile arhitecturii Renașterii italiene.
- arhitectură neoromânească - vezi arhitectură neobrâncovenească.
- arhitectură organică - o filosofie arhitecturală care se interesează de armonia dintre habitatul uman și natură.
- arhitectură peisagistică - o ramură a arhitecturii care se ocupă de proiectarea și menținerea spațiilor deschise, cum ar fi parcurile și grădinile.
- arhitectură renascentistă - acea fază a arhitecturii europene care s-a dezvoltat începând cu secolul al XV-lea la Florența, îndeosebi prin lucrările unor artiști și intelectuali ca Filippo Brunelleschi și Leon Battista Alberti.
- arhitectura romanică - primul mare stil universal pe care l-a creat Europa în Evul Mediu, după declinul civilizației greco-romane.

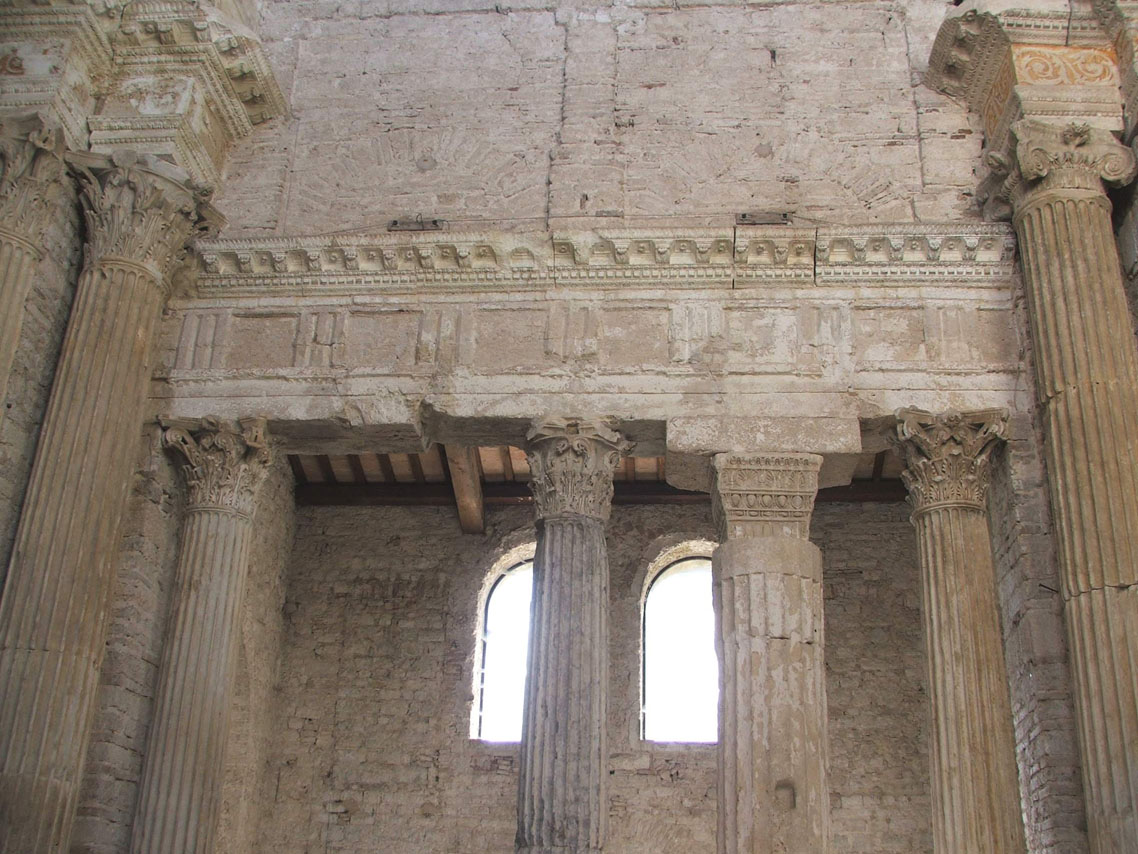
Arhitrava Bazilicii "San Salvatore" din Spoleto

- arhitravă (numită în Antichitate și epistil) - element de construcție (caracteristic arhitecturii clasice) care constituie partea inferioară a antablamentului și care se sprijină pe capitelurile coloanei sau pe zid.
- arhitravée - antablament fără friză, cornișa legându-se direct cu arhitrava.
- arhivoltă - detaliu de arhitectură, de regulă decorat cu sculpturi, așezat deasupra unei arcade la o ușă, la o fereastră, la un portal (de obicei situate în exterior) etc.
- arhondaric - o clădire sau aripă de clădire, într-o mănăstire ortodoxă, și care este rezervată cazării oaspeților[4] și pelerinilor.
- aripă - prelungire laterală a unei construcții, care fie este adăugată ulterior clădirii principale, fie are rolul de a susține taluzurile de la capete.
- Art Déco - o mișcare artistică născută în anii 1910 și care a înflorit din plin în anii 1920 înainte de a intra în declin începând cu anii 1930.
- Art Nouveau - o mișcare artistică de la sfârșitul secolului al XIX-lea care se sprijină pe estetica liniilor curbe.
- ascensor - instalație de transport vertical de persoane și / sau mărfuri, în clădiri cu mai multe etaje, în mine, pe vapoare...[2]
- asiză - fiecare dintre straturile orizontale de cărămidă, piatră etc. care alcătuiesc zidăria unei construcții.
- astragal - element decorativ, de secțiune semicirculară, care face trecerea de la fusul coloanei la capitel.
- atenansă (sau atenanță) - corp secundar al unei case (folosit ca bucătărie, spălătorie etc); dependință; parte secundară a unei locuințe; acaret.

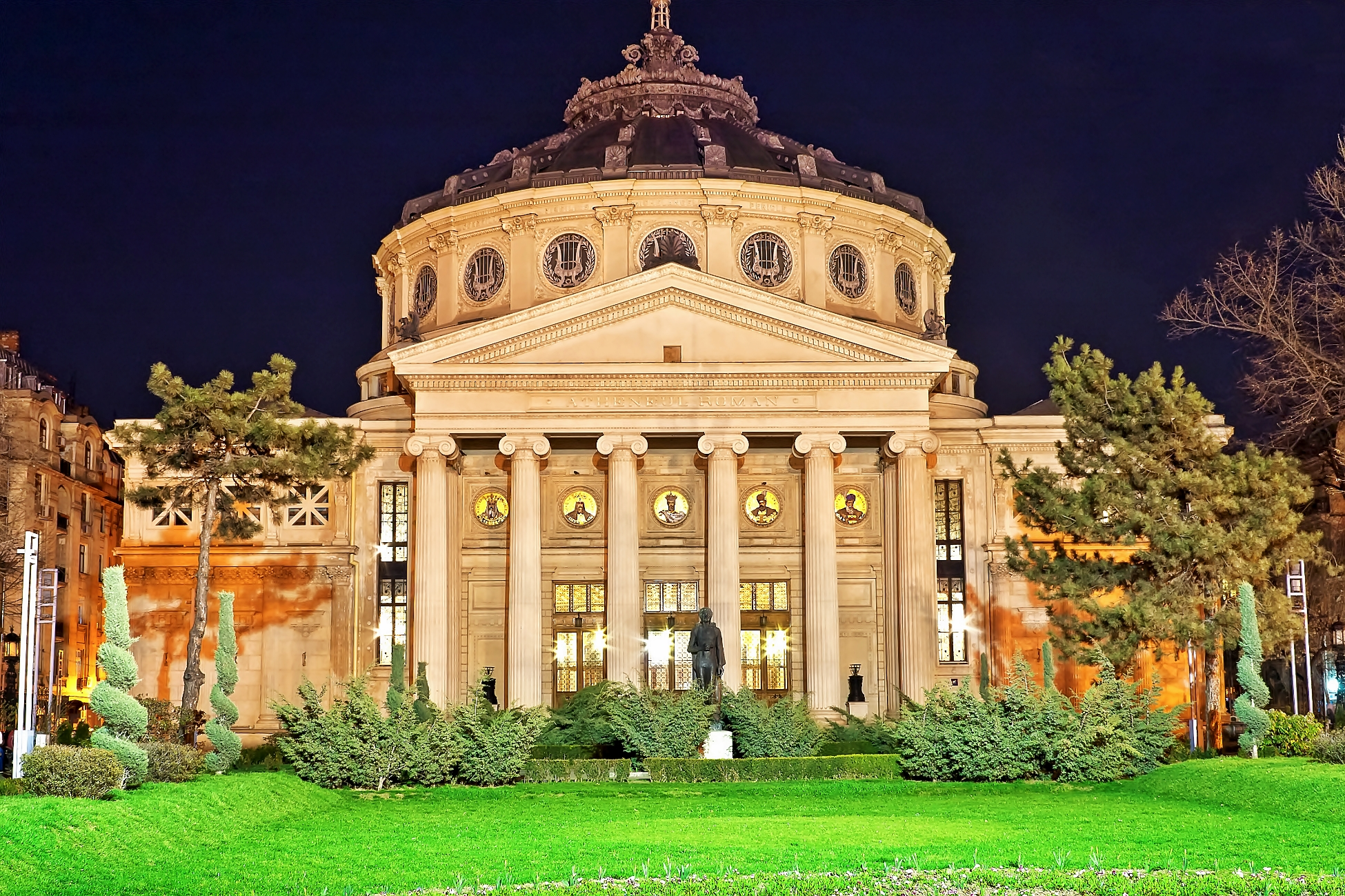
Ateneul Român, noaptea

- ateneu:

- templu consacrat cultului zeiței Atena;
– clădire publică în care au loc manifestații cultural-artistice.
- Ateneul Român - sală de concerte din București, situată pe Calea Victoriei, în Piața George Enescu, realizată într-o combinație de stil neoclasic cu stil eclectic, construită între 1886 și 1888, după planurile arhitectului francez Albert Galleron.

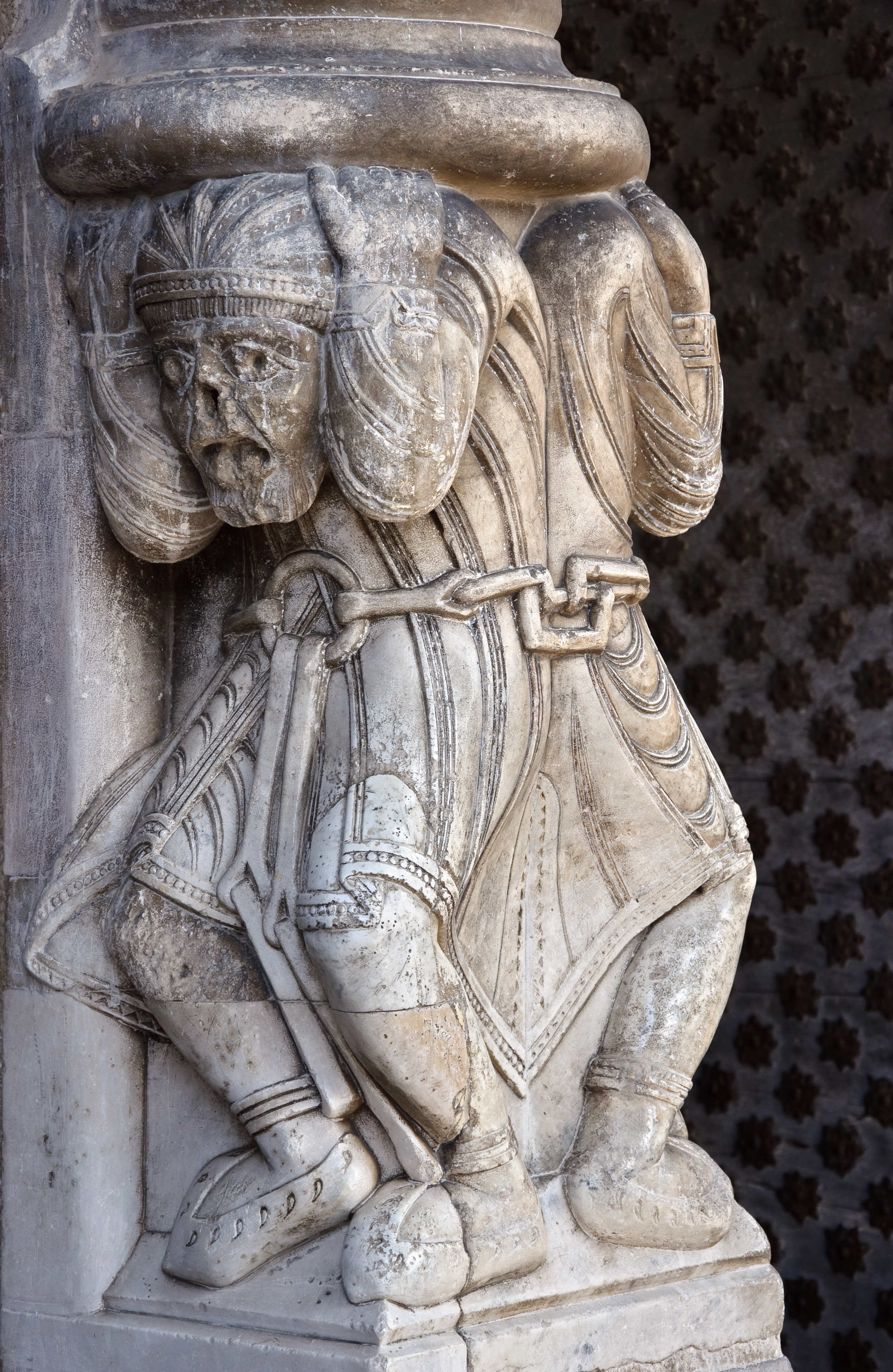
Atlant, ornament al catedralei din Oloron-Sainte-Marie

- atic

- etajul terminal, mai scund și mai retras decât celelalte, situat deasupra cornișei principale a unei clădiri;
- zid scund sau balustradă situată deasupra cornișei pentru a masca acoperișul.
- atlant - statuie reprezentând un bărbat, utilizată ca element de susținere în locul unei coloane sau ca pilastru (vezi și cariatidă); altă denumire: telamon.
- atriu(m):

- încăperea centrală a clădirii la etrusci și în Roma Antică, inițial, curte interioară;
- spațiu deschis la intrarea în bazilicile paleocreștine.
- aulă - sală mare de festivități într-o instituție.

- Aula Magna - numele dat frecvent celor mai mari săli pe care majoritatea universităților le rezervă pentru diferite festivități.

## B

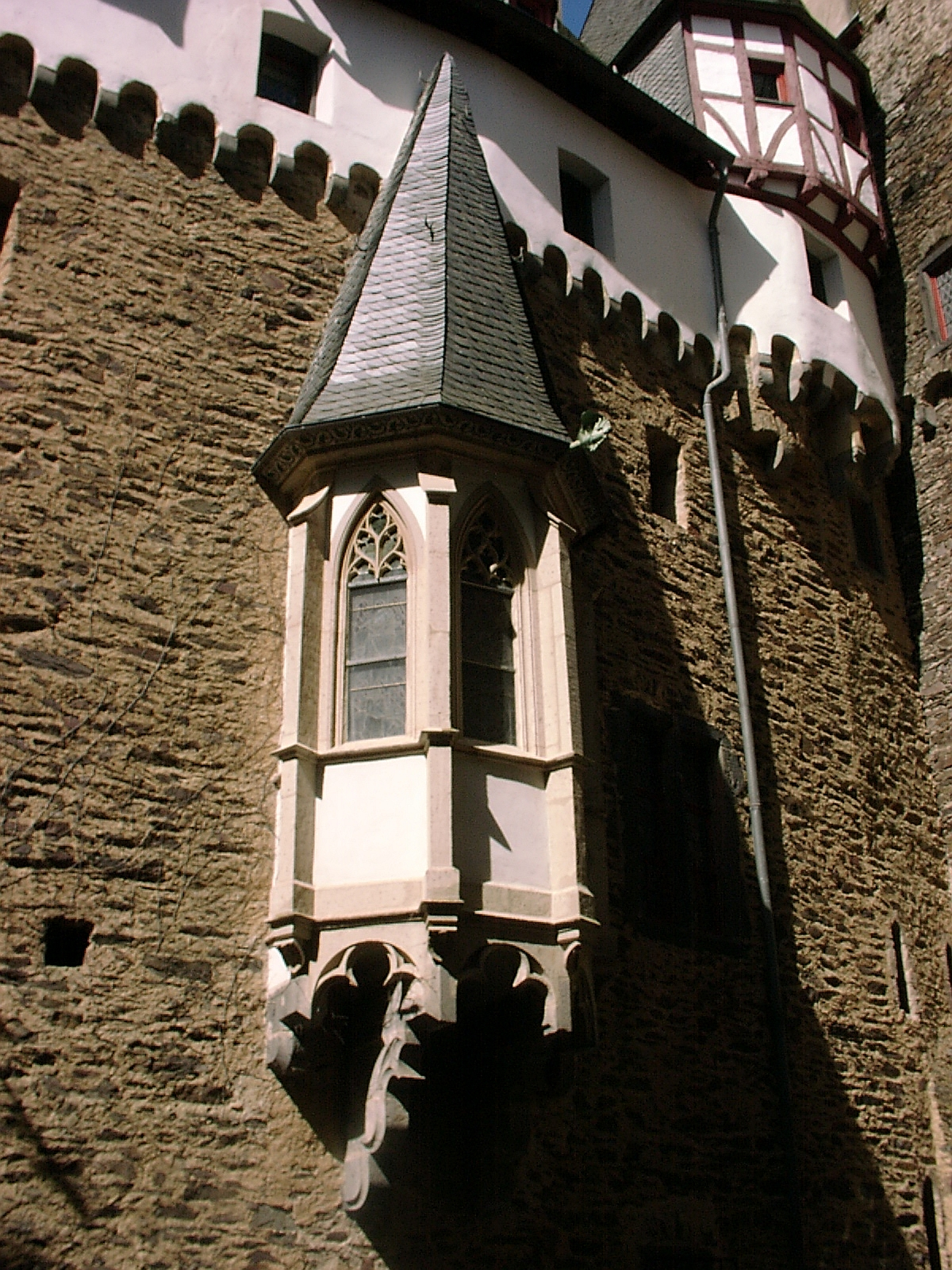
Bovindou al capelei din Cetatea Eltz (Germania)

- bagdadie - plafon, tavan (din stucaturi); tavan de biserică ornamentat.
- baghetă - mulură mică cu secțiune semicirculară, netedă sau decorată, de culoare diferită de cea a mulurii principale, plasată la extremitatea superioară a pereților unei încăperi sau la marginea superioară a tapetelor ce acoperă pereții unei încăperi.
- balansoar - fotoliu care se balansează pe două tălpi curbate.
- balcon - platformă exterioară cu o latură încastrată într-un zid, delimitată de un parapet metalic sau de zidărie, comunicând cu interiorul construcției prin intermediul uneia sau a mai multor uși.
- baldachin:

- acoperământ decorativ, susținut pe stâlpi, împodobit cu perdele sau cu stofe scumpe și așezat deasupra unui pat, a unui tron laic sau ecleziastic, a unui amvon, a unui catafalc etc.;
- lucrare în marmură, lemn sculptat, bronz etc. care imită baldachinul.
- balustradă:

- element de construcție folosit ca rezemătoare, mărginind o scară, un balcon etc, pentru a forma o trecere obligatorie sau pentru a împiedica prăbușirea în gol sau ca element arhitectonic;
- apărătoare care se află la marginea unei pasarele etc, pentru siguranța persoanelor și a traficului rutier.
- balustru:

- stâlp scurt, puțin umflat la mijloc, element component al unei balustrade;
- parte laterală a capitelului ionic.
- bandou:

- mulură orizontală ieșită în relief;
- cadru decorativ exterior al portalului unui tunel.
- barbacană

- deschidere îngustă pentru iluminarea și aerisirea scărilor din turnuri, a coridoarelor sau a încăperilor;
- deschizătură îngustă într-un zid pentru a pemite scurgerea apelor din precipitații.
- baroc - stil arhitectural, precedat de Renaștere și de manierism, s-a dezvoltat în secolul al XVII-lea, în timpul absolutismului, caracterizat prin forme grandioase, decorație excesivă, curbe întortocheate, de un dinamism exagerat; vezi și neobaroc.
- basorelief - varietate a reliefului în care formele se desprind ușor pe un fond cu care fac corp comun (vezi și altorelief).
- bastion - lucrare de fortificație, de formă poligonală sau cilindrică, apărată în exterior de un șanț și amplasată la colțul unei fortărețe.

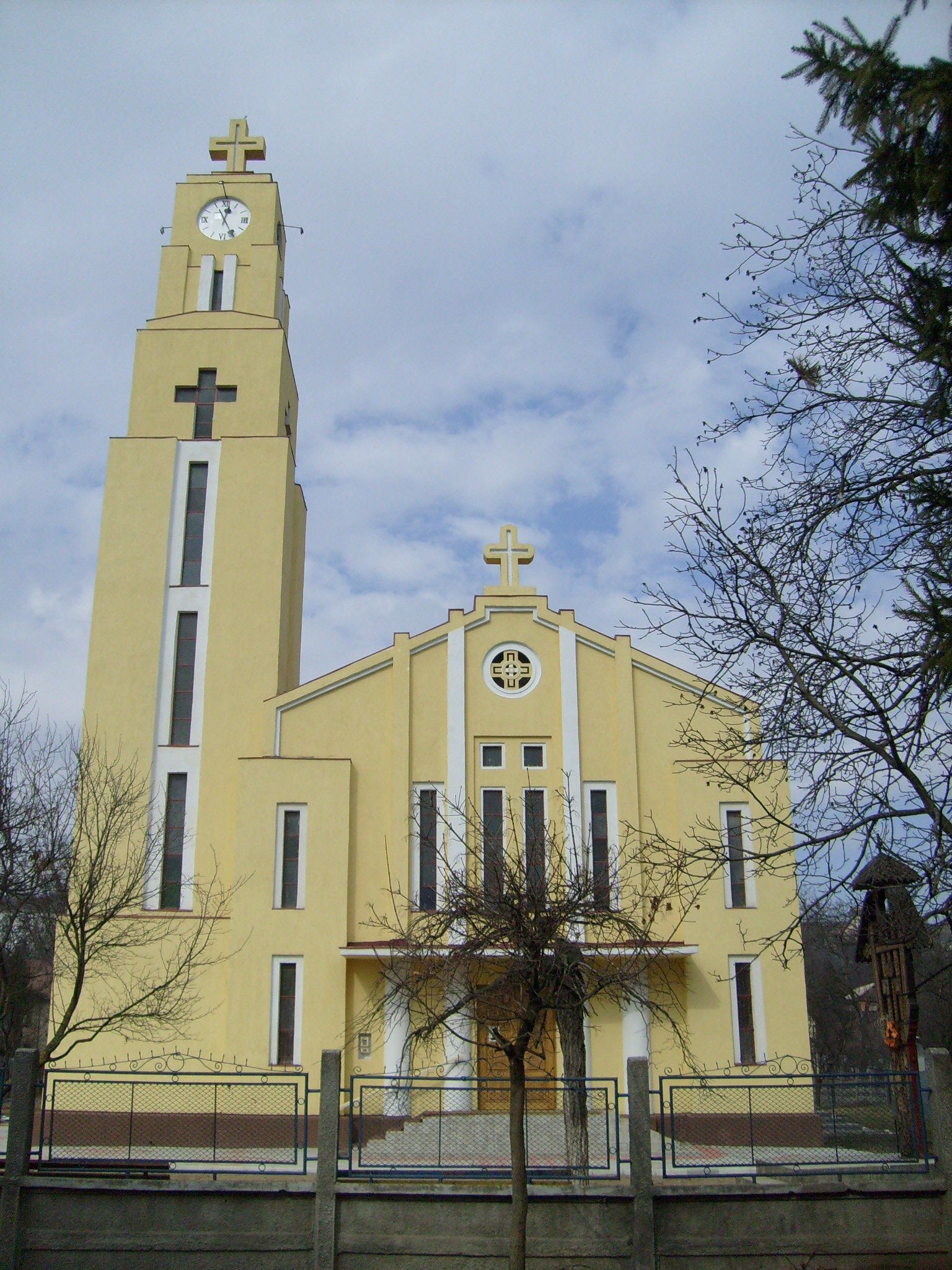
Biserica „Buna-Vestire”, din cartierul clujean Iris, construită în stil Bauhaus, ctitoria episcopului Iuliu Hossu (nerestituită)

- batant:

- (despre uși, ferestre etc.) care se închide singur printr-o mișcare de rotație limitată în jurul unei axe verticale, situate la unul din canturi;
- panou mobil la o poartă sau la o ușă, care servește la deschiderea-închiderea acesteia.
- Bauhaus - o școală de artă germană, fondată în 1919 la Weimar (Germania) de către Walter Gropius. Prin extensie, Bauhaus desemnează un curent artistic care privea, îndeosebi, arhitectura și designul, modernitatea, dar și fotografia, costumul și dansul. Această mișcare va pune bazele reflexiei asupra arhitecturii moderne și, mai cu seamă, asupra stilului internațional.
- bavetă - șorț de tablă, montat deasupra coamei, la acoperiș.
- baza coloanei - element de arhitectură așezat sub fusul coloanei, cu decorația determinată de ordinul de arhitectură căruia îi aparține.
- bazament - piedestal, temelie.
- bază - partea inferioară a unei construcții sau a unui element de construcție, pe care acestea se sprijină.
- bazilică

- biserică alcătuită din trei, cinci, șapte, ... nave paralele, nava centrală fiind cea mai înaltă și, de obicei, cea mai largă.
- bazilică civilă - în Antichitatea romană, edificiu public de dimensiune mare, având un caracter semisacru, destinat pentru a găzdui ședințe de judecată, adunări publice, magazine comerciale și cămătari.
- belvedere - construcție în formă de pavilion, așezată pe acoperișul unei clădiri, care permite o privire largă (panoramă) asupra împrejurimilor.
- benoar - lojă situată la nivelul parterului.
- berjeră - fotoliu larg și adânc, cu spătar înalt, ușor prelungit lateral.
- beton - agregat de nisip, pietriș, pietre mici (cu granulația mai mică de 3 cm), cu un liant din ciment rehidratat și adjuvanți.
- bezant sau besant - un ornement de stil romanic. Desemnează un disc proeminent sculptat pe un bandou sau o arhivoltă.
- Biedermeier (stil ~) - stil de mobilier, specific burgheziei din prima jumătate a secolului al XIX-lea și caracterizat prin forme simple, suprafețe netede, lemn curbat, cu aspect general greoi, exprimând gustul pentru confort și pentru viața intimă de familie.
- biforă, pl. bifore - (în stilul gotic și romanic; despre ferestre, uși etc.) împărțită în două printr-o colonetă, fiecare despărțitură fiind terminată cu un arc.
- bigeminat - (despre golul unei ferestre, al unei uși) care este divizat în patru părți.
- birou (încăpere) - cameră, sală, încăpere în care se află una sau mai multe mese de scris, la care lucrează persoanele respective.
- birou (mobilier) - masă de scris, cu sertare și compartimente (în care se țin hârtii, documente etc).
- bloc - clădire de mare dimensiuni, alcătuită din mai multe etaje și cuprinzând apartamente de locuit, birouri, magazine etc.
- bloc-turn - bloc cu etajele dispuse în formă de turn.
- boazerie - lemnărie care îmbracă pereții interiori ai unei locuințe; vezi și lambriu.
- boltă - element de construcție (din piatră, metal, lemn etc.) având partea superioară în formă de arc.
- bosaj - tip de ornament pe zidul exterior al unei clădiri obținut prin dispunerea liniară a părților în relief ale pietrelor sub forma unui șir regulat.
- bovindou - element cu rol mai mult ornamental decât funcțional, care constă într-un balconaș închis pe fațada unei clădiri.
- boxă:

- despărțitură, compartiment de dimensiuni reduse al unei încăperi, al unei case, care este destinat unor servicii auxiliare, care este folosit ca depozit etc.;
- compartiment de dimensiuni reduse, despărțit de sala principală a unui restaurant.
- brățară - inel de metal care strânge o coloană; ornament ieșit în relief cu asemenea formă.
- brâncovenesc (stilul ~) - stil arhitectural care s-a dezvoltat în Țara Românească sub domnia lui Constantin Brâncoveanu.
- brâu - element decorativ orizontal, continuu și în relief care se folosește în special la decorarea fațadelor.
- brutalism - stil popular în anii '50-'70, dar care a continuat să influențeze arhitectura până în prezent, caracterizat de utilizarea betonului armat, forme masive, sculpturale și pentru expunerea sinceră a materialelor și a structurii.
- bucraniu -  motiv ornamental constituit dintr-un craniu sau cap de bou împodobit cu ghirlande de flori, panglici etc., în arhitectura Antichității și a Renașterii.
- bulevard:

- arteră urbană de mare circulație, de obicei plantată pe margini cu arbori;
- (sens învechit) partea exterioară a unor fortificații; bastion; zid de apărare.
- bumb - mic ornament arhitectural de formă sferică.
- bungalow (sau bungalou):

- locuință din lemn sau din împletitură de trestie (în India), fără etaj, înconjurată de verande și de vegetație;
- casă mică din materiale ușoare, construită la țară sau pe malul mării, cu un singur nivel și cu verande, folosită în timpul vacanțelor.

## C
- cabină - încăpere mică, amenajată într-o clădire, având diverse destinații.
- cabinet - încăpere dintr-o locuință sau dintr-o instituție, folosită pentru exercitarea unei profesiuni; birou (într- o întreprindere sau instituție) unde lucrează cineva, fiindu-i rezervat exclusiv.
- caboșon - ornament mic de piatră încrustat pe fațada unei clădiri.
- cache-radiator - mobilă tip paravan care maschează caloriferul, radiatorul, într-un apartament.
- cafas (termen învechit):

- încăpere deschisă în catul de sus al unei case sau într-un turn, din care se poate privi nestingherit în afară; foișor;
- grilaj de vergele de lemn care se întretaie ca o leasă.
- cahlă - piesă (de ceramică) în formă de placă, de soclu, de cornișă etc, folosită la construcția sobelor.
- calcan - zid exterior, fără deschidere, care va fi acoperit de un perete asemănător al unei clădiri învecinate.
- cale - strada principală care face legătura dintre centrul unui oraș și o șosea.
- calotă - boltă a cărei suprafață interioară are, în secțiune verticală, forma unui semicerc sau a unei semielipse.
- cambrură - curbură a centrului unei bolți.
- cameră - încăpere într-o clădire, care nu are o destinație specială, fiind separată de celelalte prin ziduri sau pereți; odaie.

- cameră de lucru - birou într-o casă particulară.
- cameră nupțială - încăpere într-un hotel, într-o pensiune etc, frumos împodobită, rezervată celor căsătoriți de curând pentru petrecerea lunii de miere.
- cameră oarbă - cameră fără ferestre, destinată unor scopuri speciale (în fizică, în medicină etc.).
- camere decomandate - camere în care se poate intra fără a trece din una în cealaltă, camere cu intrări separate.

- campană - capitelul unei coloane corintice sau dorice.
- campaniform - (despre elemente decorative) stilizat în formă de clopot.
- campanilă

- turn cu orologiu sau clopot, situat în partea superioară a unui edificiu;
- turn-clopotniță situat lângă o biserică sau pe corpul acesteia.
- canapea - mobilă de forma unui divan îngust, îmbrăcat în stofă, piele etc, care are de obicei spătar și brațe, pe care se șade și se poate dormi.
- canat - fiecare dintre părțile mobile din care este alcătuită o ușă, o poartă, o fereastră etc.
- cancello:

- gard; grilaj; îngrăditură;
- (în bisericile catolice) balustradă care separă sanctuarul de spațiul navei.
- candelabru - suport pentru corpuri de iluminat, alcătuit din mai multe brațe și bogat ornamentat.
- canelură - șanț îngust pe suprafața unei coloane sau unui pilastru.
- canton - una dintre cele patru ogive care compun o boltă în cruce.
- capelă - un edificiu religios și loc de cult creștin, care poate, după caz, să fie constituit dintr-un edificiu distinct sau să fie integrat într-o altă clădire. Vd. infra: paraclis (edificiu).

- Capela palatină din Aachen - capela privată a lui Carol cel Mare, situată la Aachen, în Germania; capela a fost integrată în actuala catedrală din Aachen.
- Capela palatină din Palermo - capelă edificată în interiorul palatului normanzilor, în Palermo (Sicilia, Italia). Este dedicată sfinților apostoli Petru și Paul.
- Capela Sfântă - Vd. infra: Sainte-Chapelle
- Capela Sixtină - cea mai mare capelă din Palatul Apostolic de la Vatican.

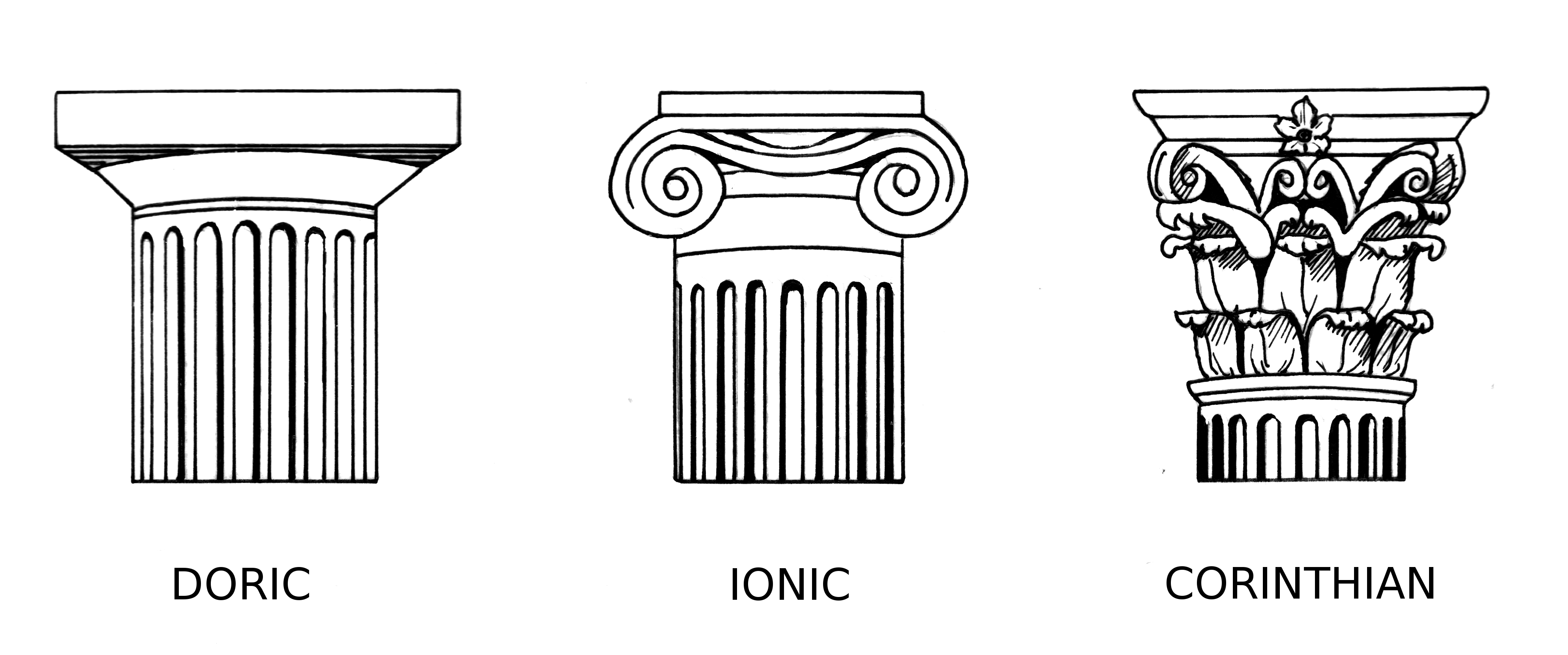
Capiteluri clasice

- capitel -  partea superioară, mai groasă, ornamentată, a unei coloane sau a unui pilastru, pe care se sprijină arhitrava, care face legătura între fusul coloanei și arhitravă, având forma și decorația corespunzătoare stilului arhitectural al ansamblului respectiv.
- capitonare (sau capitonaj):

- tapisare a unei mobile; căptușire a scheletului unei mobile cu lână, câlți, iarbă de mare, material plastic înainte de a fi tapisată.
- acoperire a unei uși sau a unui perete cu un strat de material izolator împotriva zgomotelor.
- capriccio - stil prezent în special în arhitectura barocă, ce utilizează elemente fanteziste și extravagante.

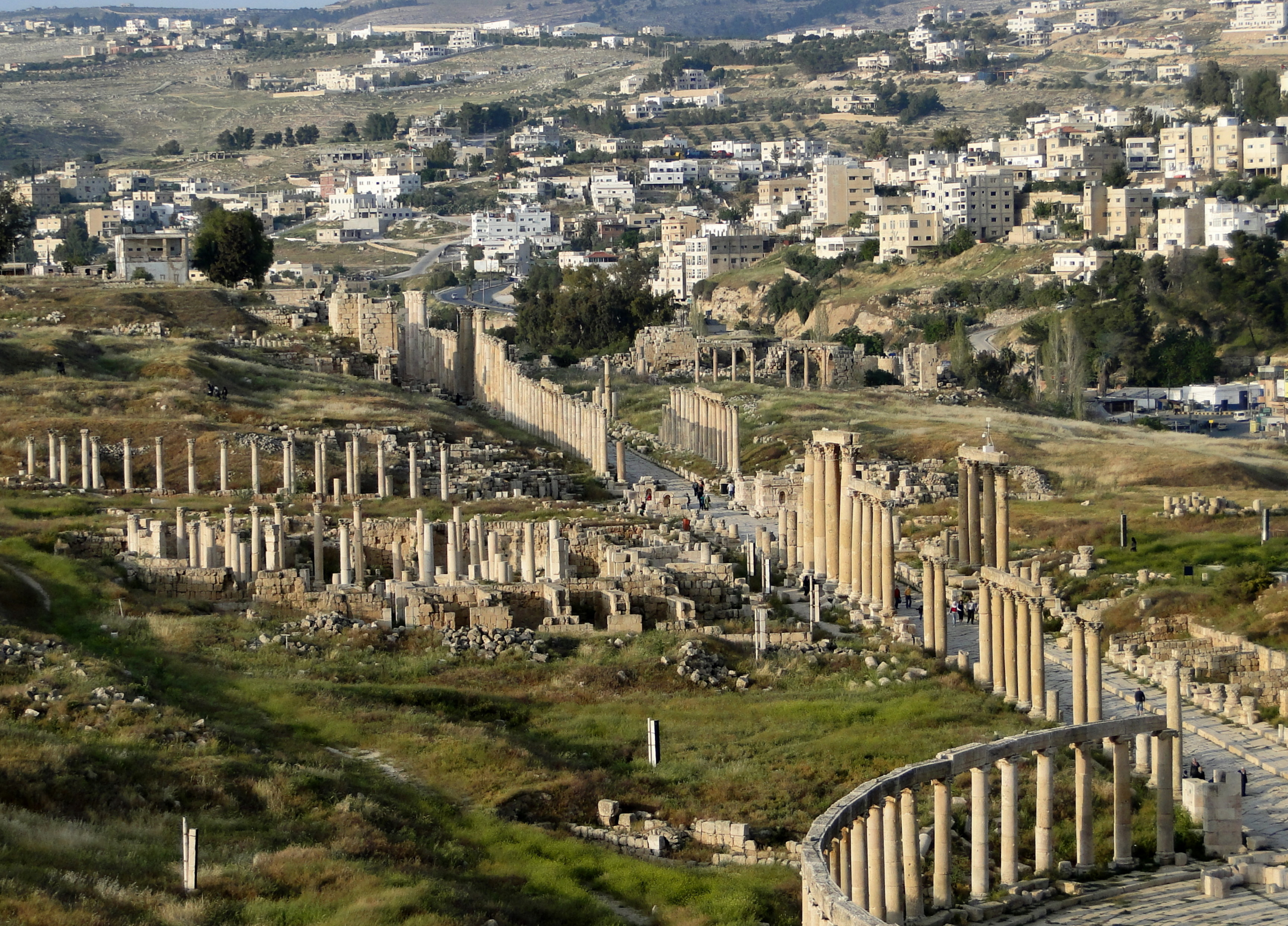
Cardo maximus din Jerash, în Iordania.

- cardo - axă rutieră orientată pe direcția nord-sud, care structurează un oraș roman.

- cardo maximus - denumire primită de cea mai importantă axă cardo dintr-un oraș roman.
- carelaj - ansamblu de piese care acoperă suprafața unui zid, plafon sau unei pardoseli și care, prin colorație diferită, alcătuiesc un desen format din figuri geometrice.
- careu:

- parte a unei biserici unde nava se intersectează cu transeptul;
- spațiu de formă pătrată cuprins între zidurile unei clădiri.
- cariatidă - statuie care înlocuiește un stâlp sau o coloană și care reprezintă o femeie în picioare sau în poziție de repaus.
- carillon - orologiu din turnul unor catedrale, format dintr-un grup de (patru) clopote.
- cartier - sector dintr-un oraș compus din mai multe cvartale, înzestrat cu edificii publice de primă necesitate (școli, magazine etc.) [5]
- cartuș - chenar amplasat pe o coloană sau deasupra unei uși, cu marginile ornamentate și care conține o inscripție sau o emblemă.
- casă - clădire (cu mai multe încăperi) care servește drept locuință omului.

- casă de raport - vezi imobil de raport.
- casă sistem vagon - casă ale cărei camere se succed ca vagoanele unei garnituri de tren.

- casetă - fiecare dintre compartimentele adâncite, de formă regulată, care decorează un plafon sau intradosul unei bolți; sinonim: caseton.
- caseton:

- casetă;
- mobilă italiană (florentină), din epoca Renașterii, care are mai multe sertare ornate cu sculptură măruntă.
- casone - mobilă de forma unei lăzi, împodobită cu sculpturi în lemn sau cu picturi, folosită pentru păstrarea obiectelor de îmbrăcăminte.
- cassapanca - mobilă italiană, din epoca Renașterii, constând într-un caseton cu rezemătoare și spătar, împodobită cu sculpturi sau pirogravuri.
- castel:

- clădire medievală fortificată, de mari dimensiuni, ce servea ca locuință seniorului;
- clădire mare, luxoasă, care imită arhitectura medievală.
- catapeteasmă - vezi: iconostas.
- cavet(ă) - mulură concavă, care are ca profil un sfert de cerc, folosită ca legătură între două listele.
- cărămidă -  material de construcție, de formă prismatică, obținut dintr-un amestec de argilă, nisip și apă sau din alte materiale (beton, zgură de furnal etc.).
- cella - sală sau spațiu într-un templu antic, unde se află statuia zeului protector.
- cenotaf - monument funerar ridicate în memoria unei persoane decedate în altă parte sau într-un loc necunoscut.
- centru de conferințe  - clădire mare care este concepută pentru a ține o conferință, unde indivizi și grupuri se adună pentru a promova și împărtăși interese comune.
- cerdac

- galerie deschisă lateral, cu acoperișul susținut de stâlpi, atașată unei clădiri; vezi și pridvor;
- construcție izolată, așezată pe o ridicătură de teren sau pe un stâlp, pentru a permite o vedere generală asupra împrejurimilor;
- acoperiș făcut deasupra unei fântâni sau a unei cruci.
- cetate

- clădire sau oraș puternic fortificat;
- cartier care își păstrează structura specifică epocii în care a fost construit.
- cheie de boltă - piatră de dimensiuni mai mari, așezată în partea de sus a unui arc sau a unei bolți.
- chenar:

- ramă, cadru , pervaz (la ferestre sau la uși);
- rând, șir de sculpturi care încadrează ferestrele sau ușile unei clădiri.
- chepeng:

- ușă sau capac orizontal ori ușor înclinat, cu care se închide intrarea într-o pivniță, într-o magazie de vară etc.;
- oblon la o fereastră, la un galantar sau la o ușă de prăvălie, care se poate ridica sau lăsa vertical.
- chiostro - curte cu colonade la o mănăstire; loc închis cu ziduri.
- chippendale - mobilă în stil englezesc, caracterizată prin linii grațioase, care are adesea ornamentări în stil rococo.
- chirpici - material de construcție, în formă de cărămidă de dimensiuni mari, uscată la soare (nearsă), confecționate din ceamur, obținut dintr-un amestec de lut, paie și bălegar de cal.
- ciboriu - baldachin susținut de coloane, care acoperea altarul bazilicilor creștine.
- ciclopic, zid ~: zid construit din blocuri mari de piatră brută sau sumar cioplită.
- cimază - chenar ornamental de-a lungul unei fațade.
- cintru:

- partea concavă a unei bolți sau a unui arc;
- construcție auxiliară folosită ca element de susținere în timpul construirii unui arc sau unei bolți.
- ciocârlan - șița care încheie coama învelitorii la casele țărănești, cioplită în formă de păsări stilizate.
- circ:

- construcție acoperită adăpostind o arenă circulară, înconjurată de tribune dispuse în amfiteatru și servind pentru spectacole;
- (în Roma antică) incintă circulară, neacoperită, în formă de amfiteatru, unde se celebrau jocurile publice.
- citadelă - construcție cu rol de apărare sau de refugiu.
- ciubuc - element ornamental care evidențiază marginea unui perete, unui tavan, unei ferestre etc.
- claire-voie:

- balustradă exterioară de piatră; partea de sus a bisericilor gotice, în care ferestrele, apropiate între ele sau despărțite numai prin menouri ori colonete, formau un etaj ajurat;
- împrejmuire cu grilaj; grilaj cu șipci; planșeu din grinzi cu interspații.
- claustru - curte interioară a unei mănăstiri, mărginită pe toate laturile de un portic acoperit, loc de plimbare, repaus și meditație.
- cleristoriu - cel mai înalt nivel al navei dintr-o bazilică romană sau într-o biserică romanică sau gotică.
- clopotniță - turn de biserică sau o construcție situată în apropierea bisericii (de obicei sub formă de turn) în care sunt instalate clopotele bisericii.
- coamă - linia de intersecție a două versante de acoperiș; vezi și apex.
- coloană - element constructiv vertical, cilindric care susține bolta, tavanul, frontonul.
- coloană angajată - coloană semi-încastrată în zid.
- colonadă - anasamblu de coloane dispuse într-un sau mai multe șiruri și care susțin o parte de edificiu sau au doar rol decorativ.
- colonetă - coloană mică și subțire, folosită mai ales în construcția galeriilor, a porticurilor etc.
- compozit - ordin arhitectonic clasic folosit de romani, care imită ordinul corintic, ale cărui coloane au capitelul format din foile de acant ale stilului corintic și volutele stilului ionic.
- consolă:

- element arhitectural ornamental de lemn, de piatră etc. folosit la sprijinirea unei cornișe sau a unui balcon;
- mobilă în formă de policioară sau de măsuță, rezemată de perete, pe care se așază vaze, statuete etc.
- contrafort - element de sprijin exterior, care mărește rezistența zidului, ca sistem de descărcare și contraîmpingere a unei bolți.
- cor - parte a unei biserici unde stau cântăreții.
- corintic - ordin de arhitectură, folosit de greci și de romani, caracterizat prin aspectul zvelt al coloanelor.
- cornișă

- partea superioară a unui zid, ieșită în exterior și având rolul de a sprijini acoperișul și de a împiedica scurgerea apei de ploaie pe fața clădirii;
- (în arhitectura clasică) element component al antablamentului, așezat la partea superioară a acestuia.
- coronament - element terminal situat la partea superioară a unei construcții, de exemplu aticul sau cornișa unei clădiri, partea superioară a unui dig sau pod etc.
- cosoroabă - grindă orizontală de lemn așezată deasupra peretelui pentru a susține căpriorii.
- crenel - deschizătură îngustă la partea superioară a zidului unui castel, prin care se executa observarea sau tragerea cu arcul sau cu arma.
- criptă - construcție subterană într-un templu antic, pentru păstrarea obiectelor de cult sau de valoare.
- crucea sfântului Andrei - element structural format din două bârne dispuse diagonal, care se intersectează în mijloc; este întâlnit în special la casele de paiantă, jucând și un rol ornamental.
- culă - tip de locuință fortificată, răspândit în secolul al XVIII-lea mai ales în Oltenia.
- culee - infrastructură (picioare extreme) de la capătul unui pod care preia sarcina transmisă de suprastructura podului și susține calea de acces spre pod.
- cunună - grinda principală cu care se încheie, în partea de sus, un perete de lemn și pe care se reazemă grinzile tavanului.
- cupolă - boltă monumentală cu baza circulară, eliptică sau poligonală
- curlicul - buclă compusă din cercuri concentrice, utilizată ca ornament în special deasupra ușilor.
- curtină - porțiunea dintr-o centură de fortificații care unește două bastioane.
- cvartal - parte componentă a unui oraș înconjurată de străzi în care se află locuințe, centre comerciale, clădiri social-culturale, spații plantate etc.

## D
- dalaj - pavaj, pardoseală alcătuită din dale de piatră.
- deambulatoriu - loc de circulație în spatele altarului din absida centrală a unei biserici romanice sau gotice.
- decumanus - axă de circulație orientată de la est la vest, într-un oraș roman.
- denticul:

- element decorativ de forma unui dinte, utilizat în special la ornamentarea cornișelor;
- ornament alcătuit dintr-un șir de mici pătrate mici în relief.
- dependințe - încăperi accesorii a unei case de locuit (bucătărie, baie, cameră de serviciu etc.).
- deschidere:

- spațiul liber dintre două elemente arhitecturale, cum ar fi pereții, coloanele sau ferestrele; vezi și ambrazură;
- spațiul interior generat de traseul unui arc.
- desen arhitectural - desen care redă concepția funcțională și de folosire a unui anumit spațiu, punând în evidență elementele constructive, decorative și artistice ale unei clădiri.
- dinte-de-câine - ornament prezent în modelele lucrărilor medievale de la începutul secolului al XII-lea.
- dipter - (despre edificii antice) cu portic înconjurat de două șiruri de coloane.
- dom - catedrală de mari dimensiuni sau bolta (circulară sau eliptică) care acoperă o astfel de clădire.
- donjon - turnul principal din cadrul sistemului de apărare al unui castel medieval.
- doric - ordin clasic, care are drept caracteristică principală coloana fără bază, ale cărei fus are caneluri, iar capitelul este lipsit de astragal.
- dressing - încăpere, debara pentru haine; vestiar.
- dușumea - podea, pardoseală de scânduri sau confecționată din pământ bătătorit și lipit cu lut.

## E
- echină - mulură specifică stilului doric, situată între abacă și partea superioară a fusului coloanei.
- edificiu - clădire destinată locuitului sau unor scopuri social-culturale (școală, spital, teatru etc.).

- edificiu memorial - monument ridicat în amintirea unui eveniment sau a unei personalități.

- Edificiul roman cu mozaic din Constanța - edificiu comercial din Constanța antică, al cărui planșeu era decorat cu mozaic.
- edilitate - disciplină care se ocupă cu studiul și executarea lucrărilor și instalațiilor destinate să asigure un anumit grad de confort într-o localitate: alimentarea cu apă, canalizarea, salubritatea etc.
- epigraf - inscripție pe un edificiu care poate cuprinde data construcției, maestrul constructor, dezvoltatorul, deviza.
- ermitaj - clădire izolată din incinta unui palat sau castel.
- escalator - instalație pentru transportul persoanelor în anumite clădiri publice, constând într-o scară ale cărei trepte mobile sunt antrenate mecanic, rămânând în permanență în plan orizontal (alte denumiri: scară rulantă, scară mecanică).
- esplanadă:

- spațiu liber între zidurile unei cetăți, servind apărării;
- piață în fața unui edificiu care constituie capăt de perspectivă;
- stradă largă mărginită de ample spații verzi.
- estradă - scenă sau platformă pe care se desfășoară reprezentații publice.
- etaj - fiecare dintre nivelele de deasupra parterului unei clădiri.
- exedră - o sală de conversație (semicirculară) echipată cu scaune sau cu bănci, într-o clădire.
- expresionism structural - vezi arhitectură de înaltă tehnologie.
- extrados - suprafața exterioară a unui arc sau unei bolți.
- extravilan - suprafață de teren cuprinsă între limitele intravilanului unei localități și limitele teritoriului administrat de consiliul local respectiv.

## F
- fantă - deschidere alungită și îngustă (într-un zid) care permite comunicarea unui spațiu închis cu exteriorul.
- fațadă - una din părțile exterioare ale unei clădiri.
- fântână - construcție decorativă destinată să înfrumusețeze o piață, o curte interioară, un parc etc., alcătuită în special din jocuri de apă.
- fereastră -  element arhitectural, sub forma unei deschizături de formă regulată, în peretele unei clădiri, pentru a permite (la nevoie) să intre aerul și / sau lumina.
- feston - ornament care imită o ghirlandă dispusă în semicerc.
- firidă - adâncitură în zid, la o mobilă, în peretele unei sobe de forma unei ferestre, cu scop funcțional sau decorativ (sinonim: nișă).
- fleșă - acoperiș foarte înalt, în formă de piramidă sau de con, prezent mai ales la edificiile medievale sau renascentiste.
- fleuron - ornament sculptat în formă de floare sau de frunză stilizată, utilizat mai ales în arhitectura gotică.
- foișor

- turn de observație;
- mică construcție în grădina unei case;
- element constructiv ornamental al unei case, situat la intrare și în exterior față de suprafața fațadei.
- „forma urmează funcția” - concept arhitectural din jurul anului 1900, conform căruia forma unei clădiri trebuie să se raporteze în primul rând la funcția sau scopul propus.
- forum - piață publică a orașelor romane, centru al vieții economice și politice a acestora. Se afla, în general, la intersecția străzilor cardo și decumanus. Vd. supra.
- frescă - tehnică specială de pictură murală care se realizează pe o tencuială numită intonaco, înainte de a fi uscată.
- friză - element decorativ, component al antablamentului, cuprins între arhitravă și cornișă, și care conține o serie de sculpturi, picturi; vezi și grup de friză.
- front:

- fațada principală a unei clădiri;
- latura mărginită de stradă a unei parcele.
- frontispiciu - partea de sus a fațadei principale a unui edificiu.
- fronton - element ornamental, de obicei de formă triunghiulară, situat la partea de sus a fațadei unui edificiu.
- fruntar - grindă principală care mărginește pragul în partea de sus și care susține grinzile secundare ale unei clădiri.
- frunză de apă - motiv ornamental foarte sobru (frunză mare evazată pentru a se plia în volute) tipic arhitecturii tranzitorii romano-gotice a mănăstirilor cisterciene din secolul al XII-lea.
- funcționalism - stil arhitectural răspândit în special în Germania secolului al XX-lea și apoi în restul Europei și în America, având la bază accentul pus pe procesele de producție și de viață care au loc în cadrul edificiilor.
- fus - partea mediană a unei coloane, cuprinsă între bază și capitel.

## G

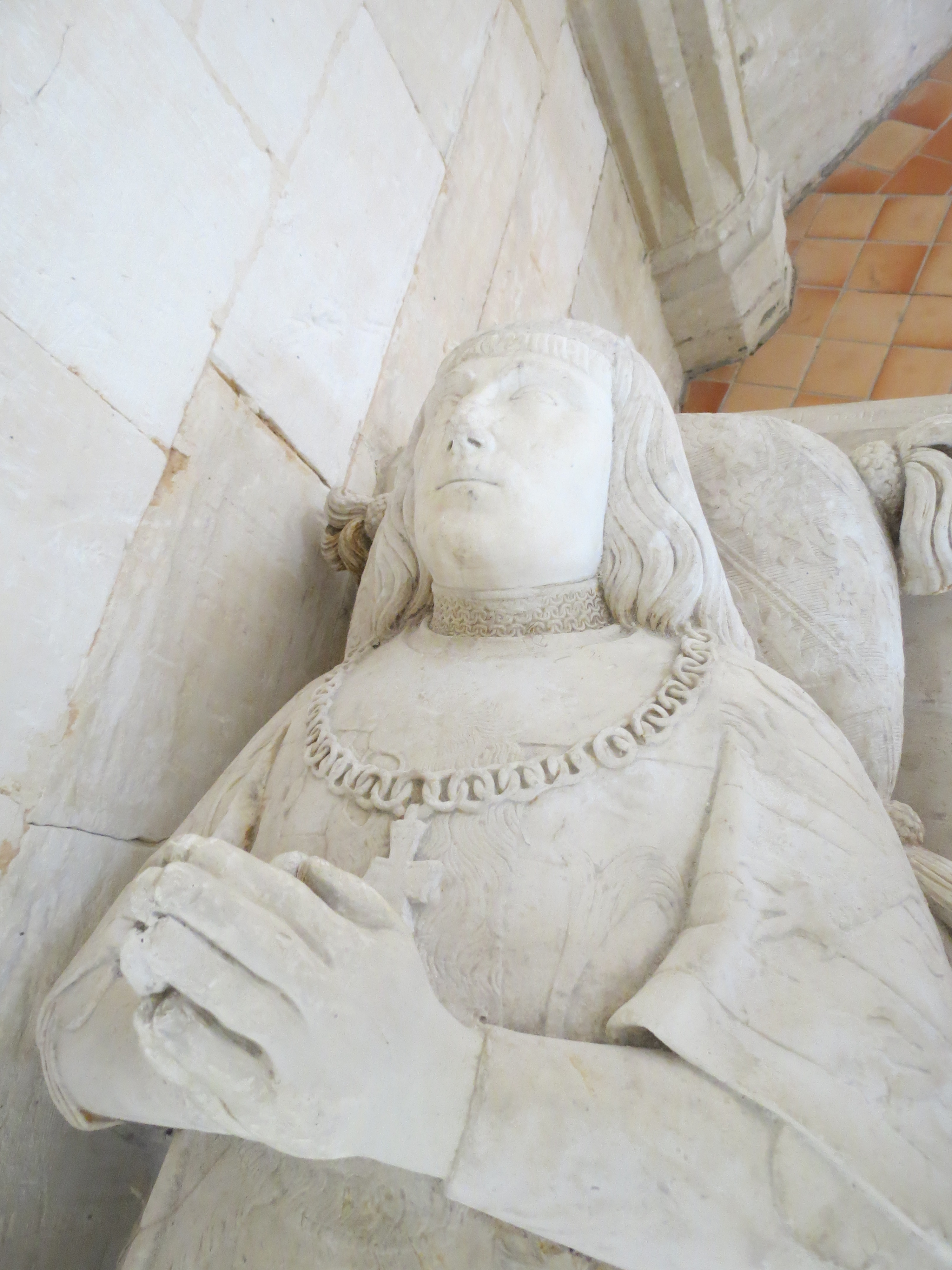
Gisant al lui Nicolas d'Estouteville, fondator al Abației din Valmont, Franța.

- galb - parte a fusului unei coloane, arcuită spre exterior pentru a evita iluzia de strangulare pe care o dă un cilindru.
- galerie

- coridor lung și îngust din interiorul unei clădiri;
- balconul situat la ultimul nivel al unei săli de spectacol;
- muzeu sau secție a unui muzeu, formată dintr-una sau mai multe săli.
- gard viu - plantatie deasă de arbuști, de forma unui gard, care servește la împrejmuirea unui loc sau ca element decorativ.
- gargui - jgheab sau burlan scurt, bogat ornamentat, de pe un acoperiș sau de pe o terasă.
- geam - panou transparent sau opac de sticlă sau de material plastic care echipează o fereastră.
- geamie - construcție destinată celebrării cultului la musulmani, de obicei mai mare decât o moschee. Vd. infra.
- gineceu - apartament rezervat femeilor în casele antice grecești și în cele turcești.
- gisant - sculptură în care o persoană decedată este reprezentată stând culcată, întinsă.
- godron - motiv decorativ format din curbe convexe în serie, ca o bandă sculptată ornamentală de secțiuni conice, curbate și uneori alternante concave și convexe, de obicei divergând oblic de ambele părți ale unui punct central, adesea cu capete rotunjite, asemeni petalelor.
- gotic - stil arhitectural apărut în secolul al XII-lea în Europa Occidentală, caracterizat prin predominarea formelor arhitectonice înalte și zvelte, arcuri și bolți ogivale, contraforturi, vitralii și un număr mare de sculpturi de piatră.
- gotic lanceolat - primă formă de manifestare a stilului gotic, de la începutul secolului al XIII-lea, caracterizată prin ornamente în formă de lance.
- gradén - fiecare dintre treptele pe care sunt așezate scaunele sau băncile într-un amfiteatru, stadion etc.
- gratie - fiecare din barele metalice (paralele) așezate pe un cadru și care servește la protejarea (și securizarea) ușilor și a ferestrelor sau ca ornament arhitectonic.
- grădină - spațiu liber plantat în jurul unei construcții, având un rol decorativ, de agrement sau igienic.
- grădină de fațadă - spațiu liber plantat, cuprins între alinierea străzii și alinierea construcțiilor, având rol igienic și decorativ.
- grindă - element structural al unei construcții, cu lungimea mare în raport cu celelalte dimensiuni și care are rolul de transmite greutatea unui element pe un perete sau pe un stâlp sau mai mulți stâlpi.
- grup de friză - formă bidimensională care se repetă într-o direcție și utilizată de ornament; vezi și friză.
- gură de aruncare - element constructiv al unui castel medieval, care constă într-o deschizătură prin podea prin care se puteau proiecta diverse obiecte în scop defensiv.

## H
- hemiciclu - construcție sau amenajare în formă de semicerc (exemple: săli de cursuri, abside).
- hipodrom - loc special amenajat pentru curse de cai și având forma unei piste alungite cu extremitățile în hemiciclu.
- hipogeu - construcție subterană servind drept necropolă.
- hipostil - (despre încăperi) care are plafonul susținut de coloane dispuse echidistant.
- hublou - o fereastră de talie mică, în general circulară, străpunsă în coca / corpul unei nave / aeronave pentru a lăsă să intre aerul și lumina.

## I
- iconostas - perete împodobit cu icoane care, la bisericile ortodoxe și bisericile greco-catolice, desparte naosul de absida altarului (sinonim: catapeteasmă).
- imobil de raport - construcție ale cărei încăperi și apartamente sunt destinate a fi închiriate; altă denumire: casă de raport.
- impluviu - bazin situat în atriumul locuințelor romane, servind la colectarea apei de ploaie.
- impostă - bloc prismatic, ieșit în relief față de zid și ornamentat, pe care se sprijină un arc, o boltă etc.
- incrustație - fixarea pe suprafața unui material a altui material mai prețios în scop decorativ.
- intrados - suprafața interioară concavă a unui arc, a unei bolți.
- intravilan - zonă care cuprinde suprafața unui oraș / sat, precum și cu spațiile plantate sau rezervației circulate.
- ionic - ordin de arhitectură care se caracterizează prin decorarea capitelului cu volute și prin friza antablamentului, care este o bandă continuă decorată cu sculpturi.

## J

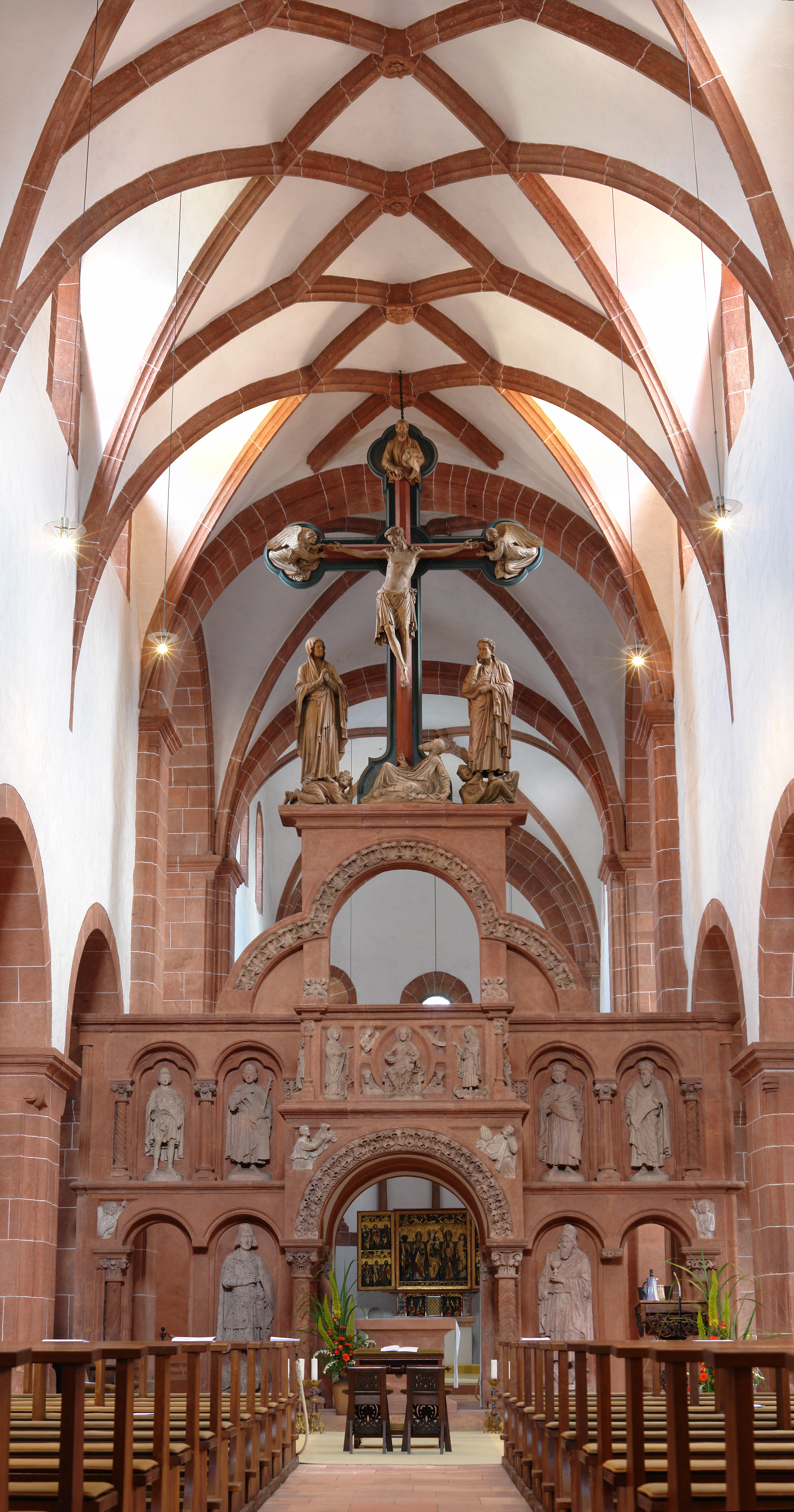
Jubeul catedralei din Wechselburg, Germania

- jubeu - element component al unei biserici gotice (cu planul în cruce), în formă de galerie, care se înalță între navă și cor.
- jug:

- fiecare dintre cele două bârne groase și lungi profilate în formă de ciubuc din care se compun pereții unei case țărănești;
- grinzi din care este făcută prispa sau pridvorul.

## K
- Kaaba - un sanctuar care se află la Mecca sub forma unui cub, cel mai sfânt lăcaș de cult al musulmanilor.

## L
- lambriu - placare a unui zid sau plafon, cu panouri de marmură, lemn, stuc; vezi și boazerie.
- lansetă - o ogivă în stil gotic de formă foarte alungită, asemănătoare cu vârful de lance.
- lanternou - turn (în formă de felinar) cu deschideri laterale  prevăzute cu ferestre, supraînălțat pe acoperișul unui edificiu monumental în vederea luminării și ventilației acestuia.[2]
- lesenă - tip de pilastru foarte îngust și subțire, lipsit de capitel și de bază, care ritmează la exterior fațadele și turnurile bisericilor romanice, unind pe verticală grupuri de arcaturi ale frizelor plasate sub cornișă.
- lift - ascensor (vd. supra) pentru persoane.[2]
- lisă - bară orizontală de lemn, de beton sau de oțel, fixată între stâlpii unei balustrade.
- listel:

- mulură care încadrează o alta mai mare; vezi și cavet;
- suprafață plană care separă canelurile unei coloane;
- spațiu dintre două chenare sau două cercuri concentrice.
- lob -  element de construcție în formă de arc de cerc, care, combinat cu alte elemente asemănătoare, formează un arc compus.
- logie -  element arhitectonic care are forma unui coridor sau al unei galerii, acoperite și deschise către exterior, de obicei la un nivel superior sau, uneori, la nivelul solului.
- lojă - mic compartiment sau cabinet la unele clădiri, comunicând cu exteriorul, destinat unor servicii de îndrumare a publicului sau de pază.
- lunetă:

- întăritură exterioară în formă de semilună a unei fortificații;
- boltă semicirculară, care străpunge partea inferioară a unei cupole sau a unei bolți mari.
- (la portaluri, ferestre) suprafață plană între lintel și arc;
- coronament semicircular al unui altar poliptic.
- lunetă cilindrică - boltă rezultând din intersecția a doi semicilindri cu raze inegale.

## M

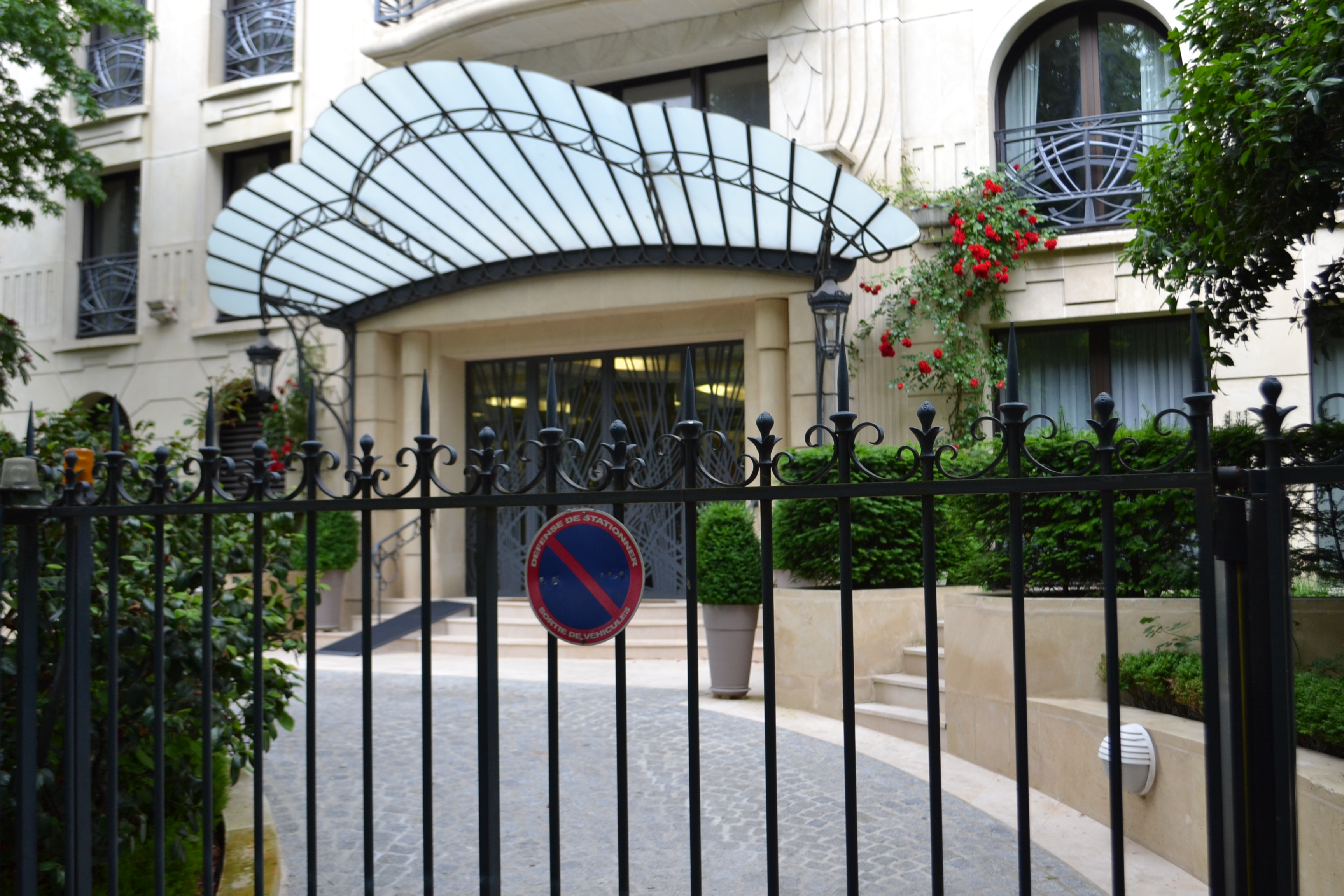
Marchiză la intrarea în imobilul situat la №59, avenue Georges-Mandel, din arondismentul 16 din Paris.

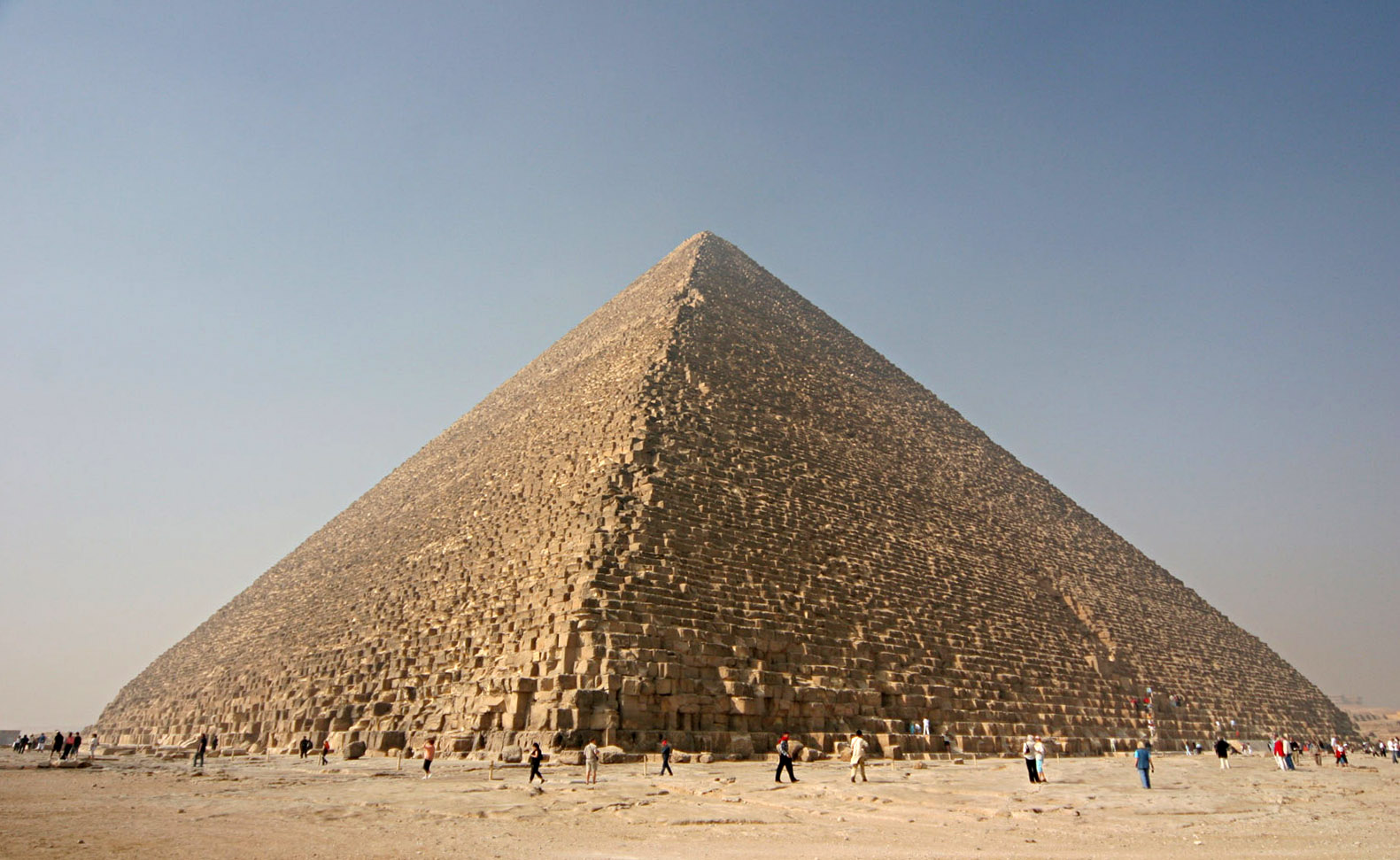
Marea Piramidă din Giza

- maestà - reprezentarea Fecioarei Maria cu pruncul Isus, eventual însoțiți de îngeri și sfinți.
- mansardă - ultimul nivel locuibil al unei construcții, situat imediat sub acoperișul înclinat al acesteia, având ca elemente caracteristice pereții săi înclinați la același unghi cu panta învelitorii.
- marchiză - „acoperiș de sticlă fixată într-o armătură metalică sau de lemn, deasupra intrării principale a unei clădiri.”[2]
- Marea Piramidă din Giza (denumită și Piramida lui Kheops)  este cea mai mare dintre piramidele de pe Platoul Gizeh, singura dintre cele șapte minuni ale lumii antice care a supraviețuit timpului.
- martyrium - edificiu religios construit pe un sit care mărturisește credința creștină, fie că face referire la un eveniment din viața sau Patimile lui Hristos, fie că adăpostește mormântul unui martir.
- mascaron - ornament care reprezintă un cap fantastic sau grotesc, lucrat de obicei în relief.
- masiv vestic - element arhitectural, cu caracteristici funcționale proprii, care a fost folosită în bisericile medievale cu plan bazilic din Europa de Vest.
- mănăstire - un așezământ religios în care trăiesc, după anumite reguli ascetice, călugări sau călugărițe, sau un ansamblu de clădiri care alcătuiesc un astfel de așezământ.
- meandru - motiv ornamental (sculptat sau pictat) format din linii frânte sau curbe, sugerând stilizarea unor valuri de apă.
- memorial - tip de monument construit pentru a comemora sau a onora un eveniment sau o personalitate și care poate avea forme și dimensiuni variate, de la statui sau plăci comemorative până la structuri arhitecturale complexe, cum ar fi arcuri, coloane, clădiri sau ansambluri peisagistice.
- menou - element de construcție (montant) din piatră, din lemn sau din metal, folosit în trecut mai ales în arhitectura gotică și a renașterii, care servește la împărțirea unei uși sau a unei ferestre în mai multe părți.
- merlon - fiecare dintre masivele de zidărie care depășeau parapetul și limitau crenelurile la lucrările de fortificație antice și medievale.
- metopă - spațiu dintre triglifele frizei unui templu doric, închis cu o placă de piatră netedă sau decorată cu picturi sau cu basoreliefuri.
- mezanin - un etaj mai scund situat între parterul și primul etaj al unei construcții; sinonim: antresol.
- mihrab - o nișă care indică qibla, adică direcția spre Kaaba, la Mecca, spre care se îndreaptă musulmanii în timpul rugăciunii într-o moschee.
- minaret - turn înalt alipit unei moschei, de unde muezinii anunță ora rugăciunii și cheamă credincioșii la rugăciune.[6]
- mobilier stradal⁠(d) - ansamblul de obiecte, structuri și instalații plasate pe străzi și în spațiile publice pentru a facilita activitățile umane și pentru a îmbunătăți aspectul și funcționalitatea orașului: bănci, coșuri de gunoi, stații de autobuz⁠(d), semafoare, indicatoare rutiere, stâlpi de iluminat public⁠(d), fântâni arteziene, terase etc.
- modernism - mișcare arhitecturală sau un stil arhitectural bazat pe tehnologii noi și inovatoare de construcție, în special utilizarea sticlei, oțelului și betonului armat; ideea că forma ar trebui să urmeze funcției.
- modilion - „o consolă (mică) de obicei din piatră, în formă de S, pentru susținerea cornișei, folosită foarte mult în arhitectura romană.”[2]
- monoforă, pl. monofore - (în stilul gotic și romanic; despre ferestre, uși etc.) are o singură deschidere (lat. foramen, it. foro = deschidere) în golul din perete prevăzut, un tip special de fereastră sau ușă îngustă și înaltă, fiind terminată cu un arc.
- montant - bară sau stâlp vertical; balustru.
- moschee - lăcaș de cult, pentru musulmani, unde aceștia se roagă și se întrunesc în scopul unor activități de educație religioasă.
- mulură - element secundar de ornamentație arhitecturală în relief, cu profil pronunțat, destinat să sublinieze, să lege între ele sau să decoreze elementele arhitecturale principale.

## N
- naos

- parte principală a unei biserici ortodoxe, aflată între altar și pronaos; navă;
- încăperea centrală a unui templu antic.
- nartex

- (în arhitectura creștină veche): vestibul al unei bazilici;
- (în arhitectura bizantină): pronaos; nartecă.
- navă - zona centrală, a unei biserici sau a unei catedrale construite în stil arhitectural romanic sau gotic, care se întinde între intrarea și altarul acesteia; naos.
- neobaroc - stil arhitectural bombastic de la începutul secolului al XIX-lea, care încearcă să reînvie barocul.
- nervură - fiecare dintre mulurile care formează osatura unei bolț (gotice sau romanice); mulură care conturează și decorează muchiile unei bolți, marginile unei nișe etc.
- nișă - vezi firidă.
- Noul Urbanism - mișcare de design urban care promovează obiceiuri prietenoase cu mediul prin crearea unor cartiere accesibile pietonal care conțin o gamă largă de tipuri de locuințe și locuri de muncă.

## O
- oblonaș - mic oblon, fixat într-o clopotniță, ale cărui lamele sunt înclinate pentru a îndrepta sunetul spre sol.
- ocniță:

- firidă mică făcută ca element decorativ în partea exterioară a zidului unei clădiri;
- adâncitură într-o sobă de zid, în cuptorul sau în pereții caselor țărănești, în care se păstrează diferite obiecte; firidă, nișă.
- oculus - fereastră rotundă sau ovală, de mici dimensiuni, așezată pe culmea unei bolți a unei biserici romanice sau gotice timpurii.
- odeon:

- tip de edificiu greco-roman, destinat spectacolelor;
- denumire dată unor teatre moderne.
- ogivă - arcul frânt ca modalitate de susținere a bolții unei construcții, soluție arhitecturală caracteristică perioadei goticului (cca 1140 - 1550).
- ornament - decor folosit pentru înfrumusețarea părților unei clădiri sau a unui obiect.

## P
- paiantă - sistem de construcție a pereților unor case, care constă dintr-un schelet de lemn având golurile umplute sau acoperite cu diferite materiale (împletituri de nuiele ori șipci tencuite cu lut, chirpici etc.); material care alcătuiește asemenea sistem de construcție.
- palat - clădire somptuoasă în care își are sediul o autoritate ori o instituție sau care este folosită ca reședință de un nobil, un suveran, un șef de stat ori de guvern.
- palier - platformă orizontală la o scară, aranjată la fiecare etaj și cu acces la ușile locuințelor, birourilor etc. Platforma intermediară care nu permite accesul la spații se numește „palier de odihnă”.

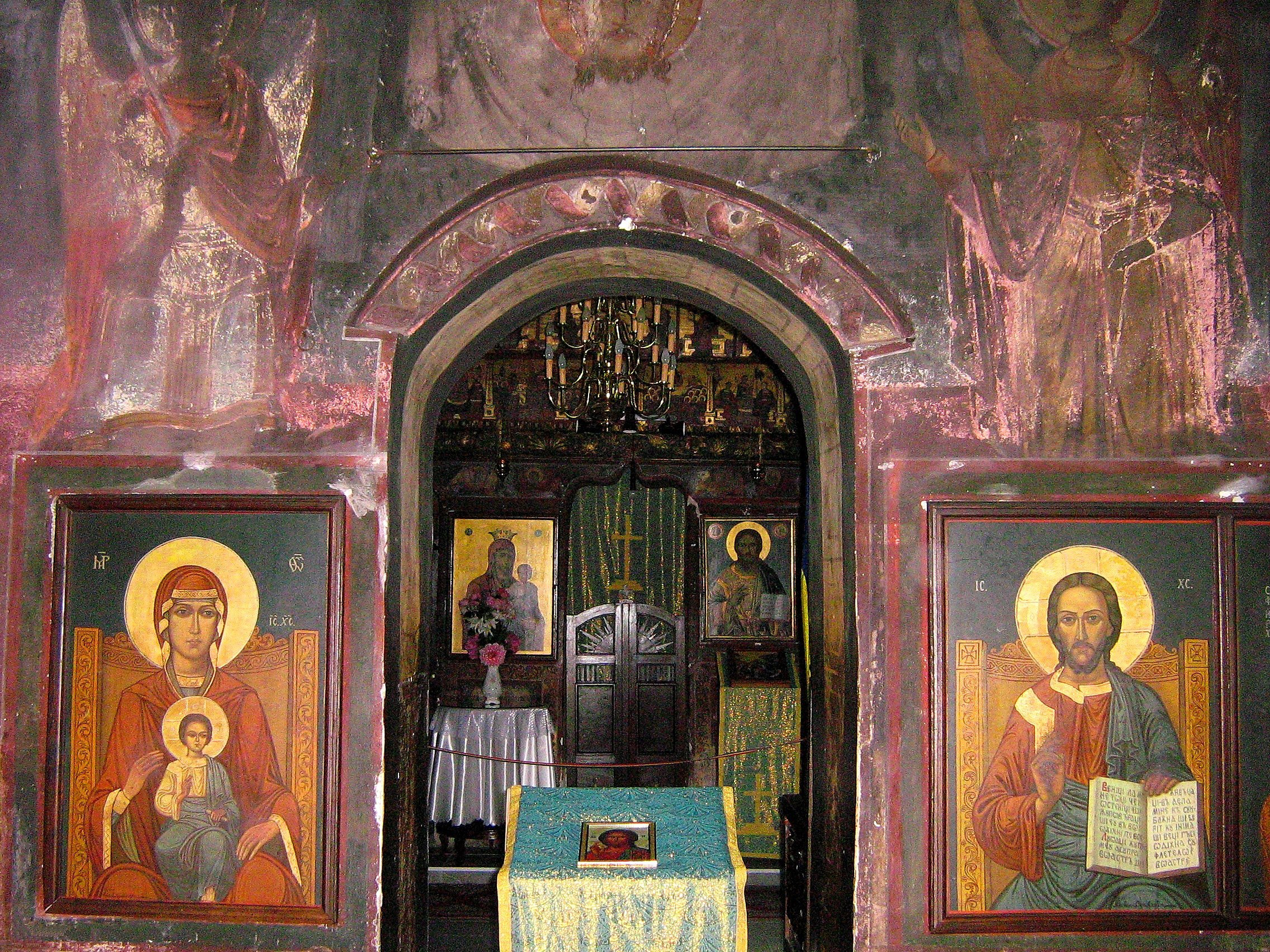
Fotografie luată din pronaosul unei mici biserici ortodoxe din Predeal, România.

- palmetă - „motiv ornamental stilizat, sculptat sau pictat, în formă de frunze de palmier.”[1]
- parecclesion: tip de capelă laterală, care servește adesea la scopuri funerare, care se găsește în arhitectura bisericilor bizantine.
- paraclis (edificiu) - Vd. supra: capelă.
- parament - partea exterioară finită a unei construcții, a unui element de construcție etc.; material (cum ar fi blocuri regulate de piatră) care căptușește (cu scop ornamental) această parte.
- pasaj - spațiu amenajat între două rânduri de clădiri sau coridor al unei clădiri așezat la nivelul străzii, pe care trec pietoni sau, rar, vehicule dintr-o stradă în alta.
- pasarelă - un podeț / o punte construit(ă) special pentru accesul pietonilor (uneori și al cicliștilor).
- pázie - scândură (ornamentală) așezată la streașina unui acoperiș pentru a ascunde capetele căpriorilor.[2]
- pavilion:

- clădire mică, pitorească, situată într-o grădină, într-un parc sau la extremitățile unui edificiu; clădire izolată într-o pădure, pe malul unui lac etc.;
- fiecare dintre clădirile de sine stătătoare ale unui ansamblu de clădiri care alcătuiesc o unitate administrativă sau sunt destinate unui singur scop (la spitale, școli, cazărmi etc.).
- perete - element vertical de formă plană, care are rolul de a delimita și defini spațiile interioare și exterioare ale unei clădiri, având nu numai funcții practice și structurale, ci și estetice, contribuind la caracterul vizual al unei clădiri, având un impact major asupra stilului arhitectural.
- pérgolă - construcție ușoară în parcuri sau în grădini, formată din șiruri de stâlpi și de grinzi, pe care cresc plante agățătoare ornamentale.
- peribol - incintă sacră în jurul templelor antice. Prin extensie, în arhitectura modernă, se referă la spațiul rămas între o clădire și gardul care o înconjoară.
- peripter - conformația particulară a unui tip de temple antice înconjurate de un portic cu coloane.
- peristil - galerie de coloane care înconjoară exteriorul sau interiorul unei clădiri.
- pervaz:

- cadru de lemn, fixat pe tocul unei uși sau al unei ferestre, pentru a masca rostul dintre perete și toc;
- piesă de lemn așezată la partea superioară a unui lambriu, pentru a forma o cornișă mică;
- ramă, cadru (din lemn) pentru un tablou, o oglindă, un instrument etc.
- piatră unghiulară - la unele clădiri, prima piatră care a fost sigilată în timpul construcției.
- piedestal - suport (înalt) pe care se așază o statuie, o coloană, un obiect decorativ etc.
- pilastru - stâlp paralelipipedic, servind ca element de ornamentație sau de consolidare a unui zid, cu care face adesea corp comun.
- Piramida lui Kheops - vezi: Marea Piramidă din Giza.
- piramidă - monument gigantic de piatră în formă de piramidă.
- plan barlong - plan dreptunghiular al unei travee, cu latura din față mai lungă.
- plan bazilical - tipul de plan bisericesc care se dezvoltă în lungime și se opune astfel planului centrat.
- plan hippodamic ( plan hippodamian, milesian sau în tablă de dame) - un tip de organizare a unui oraș în care străzile sunt rectilinii și se întretaie în unghi drept.
- plan urbanistic zonal - document de planificare urbană care reglementează și coordonează dezvoltarea urbanistică integrată a unor zone dintr-o localitate, caracterizate printr-un grad ridicat de complexitate sau printr-o dinamică urbană accentuată.[7]
- plintă - partea inferioară a unei coloane, a unui zid, care iese în afară și joacă rol de protecție; soclu, piedestal.
- plutéu:

- panou de marmură sau de lemn care protejează altarul, corul sau prezbiteriul bisericilor catolice;
- ladă sau scrin pentru păstrarea lucrurilor prețioase.
- podea:

- pardoseală de scânduri într-o încăpere; dușumea.
- înveliș care acoperă planșeul unei încăperi, confecționat din diferite materiale (scândură, piatră, cărămidă etc.)
- podium - platformă supraînălțată față de terenul din jur.[2]
- portal

- intrare principală monumentală într-un edificiu (încadrată cu un chenar bogat ornamentat);
- deschidere din piatră sau din metal la intrarea  unor poduri mari de cale ferată;
- construcție de zidărie sau de beton la gura unui tunel, care consolidează pământul din jurul acestuia.
- portic - spațiu, delimitat pe cel puțin una dintre laturi de o suită de coloane unite între ele prin arcade sau antablamente.
- postament:

- placă sau suport așezat pe sol sau pe o fundație de beton, folosită ca bază de susținere sau de fixare; soclu, piedestal;
- platformă de lemn înălțată deasupra pardoselii, pe care se așază o catedră sau alte mobile; estradă.
- postmodernism - stil arhitectural care a apărut în anii 1960 ca o reacție împotriva austerității, formalității și lipsei de varietate a arhitecturii moderne.
- predelă - partea inferioară a unui retablu poliptic, dezvoltată orizontal, care reprezintă scene în legătură cu subiectul principal al retablului, și care este suport al panourilor principale.
- prezbiteriu

- casă parohială (catolică);
- parte a bisericii creștine (între naos și altar) unde stau clericii în timpul oficierii slujbei religioase.
- prima piatră - vezi piatră unghiulară.
- prispă - terasă îngustă înălțată de-a lungul peretelui din față (uneori și al celor laterali) la casele țărănești, lipită cu pământ sau pardosită cu scânduri, adesea mărginită de o balustradă scundă de lemn sau de zidărie.
- pridvor:

- galerie exterioară deschisă (mai rar închisă), cu acoperișul sprijinit de stâlpi, așezată în partea din față a unei clădiri sau de jur împrejurul ei; cerdac;
- încăpere de la intrarea unei biserici, care precedă pronaosul, cu arcade pe stâlpi;
- prima încăpere (de trecere) în unele case țărănești; tindă.
- profil:

- piesă decorativă, în relief, folosită la ornamentarea unei clădiri, la consolidări aparente, la îmbunătățirea acusticii unei săli etc.
- element de decor care iese din planul general al fațadei unei construcții.
- pronaos

- încăperea de la intrarea unei biserici creștine, care precedă naosul, destinată unor ritualuri precise; tindă;
- încăpere a unui templu grec, așezată în fața sanctuarului, care servea de vestibul.
- punte de comunicație - pod suspendat sau mobil la o cetate sau la un castel medieval.

## Q
- quadriforă, pl. quadrifore - (în stilul gotic și romanic; despre ferestre, uși etc.) împărțite în patru prin colonete, fiecare despărțitură fiind terminată cu un arc.

## R

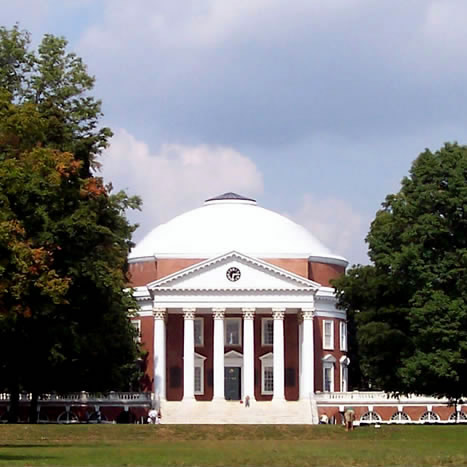
Rotonda Universității Virginia, desenată de Thomas Jefferson

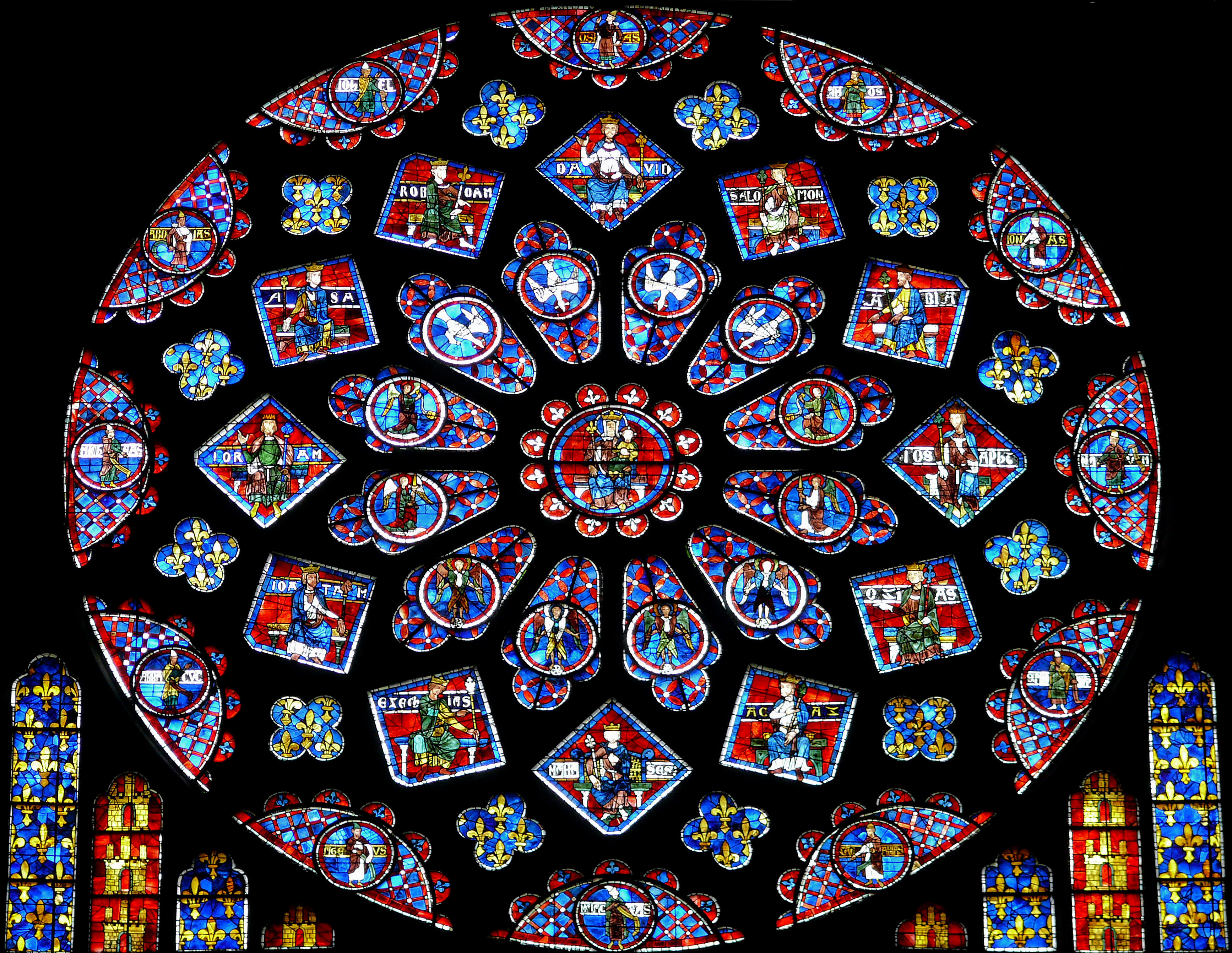
Rozasă a transeptului de nord din catedrala din Chartres.

- redan:

- lucrare simplă de fortificație, alcătuită dintr-un zid în formă de unghi ieșit în afară, folosită în trecut pentru apărarea unei treceri;
- motiv decorativ sculptat în formă de dinți alăturați, folosit în arhitectura Evului Mediu;
- fiecare dintre treptele amenajate în partea superioară a unui zid construit pe un teren înclinat;
- aliniere a clădirilor de-a lungul unei străzi, astfel încât un colț al lor să fie ieșit mai mult în stradă.
- reduit - fortificație de dimensiuni limitate, cu caracter autonom în cadrul altei fortificații, înzestrată cu mijloace de foc și subzistență pentru a rezista timp îndelungat.
- registru:

- suprafață cuprinsă între două profiluri orizontale care se întind pe toată lungimea unei fațade;
- fiecare dintre zonele în care este împărțită o suprafață decorativă.
- refectoriu - sală de mese a unei mănăstiri, trapeză.
- retablu - construcție verticală cu decoruri sculptate și / sau pictate aflate în spatele mesei altarului, în edificii religioase (biserici, capele) romano-catolice și evanghelice.
- rezalit - element de zidărie care se detașează din linia fațadei unui edificiu sub forma unei ieșituri.
- rezidențial (cartier, ansamblu ~) - cartier în care există în principal case de locuit (nu și centre comerciale, clădiri de birouri, fabrici etc.).
- rocaille -  termen de specialitate folosit în artă pentru ornamente în formă de scoică.
- rond - strat de flori, de obicei circular, ridicat la un nivel mai înalt decât terenul din jur.
- rotondă

- pavilion circular mic susținut de coloane și de multe ori acoperit cu o cupolă;
- sală mare interioară, circulară, cu tavanul sub formă de cupolă;
- (rar) platformă circulară;
- ring de dans.
- rozasă (uneori, rozace, rozetă) - fereastră circulară, de mari dimensiuni, în formă de trandafir, executată într-un zid, împodobită cu vitralii, caracteristică pentru catedralele și bisericile gotice, așezată pe fațadă, deasupra portalurilor lor.
- rozetă - Vd. rozasă.
- rulou - motiv ornamental constând din șiruri curbe de vute care se încastrează unele în altele.
- Rundbogenstil - stil arhitectural de tip revivalist⁠(d) care combină elemente ale arhitecturii renascentiste cu cele bizantine.

## S
- Sainte-Chapelle -  o capelă, construită la Paris, între 1242[8] și 1248[9], pentru a adăposti Cununa de Spini, un fragment al Sfintei Cruci, precum și alte diverse relicve ale Patimilor.

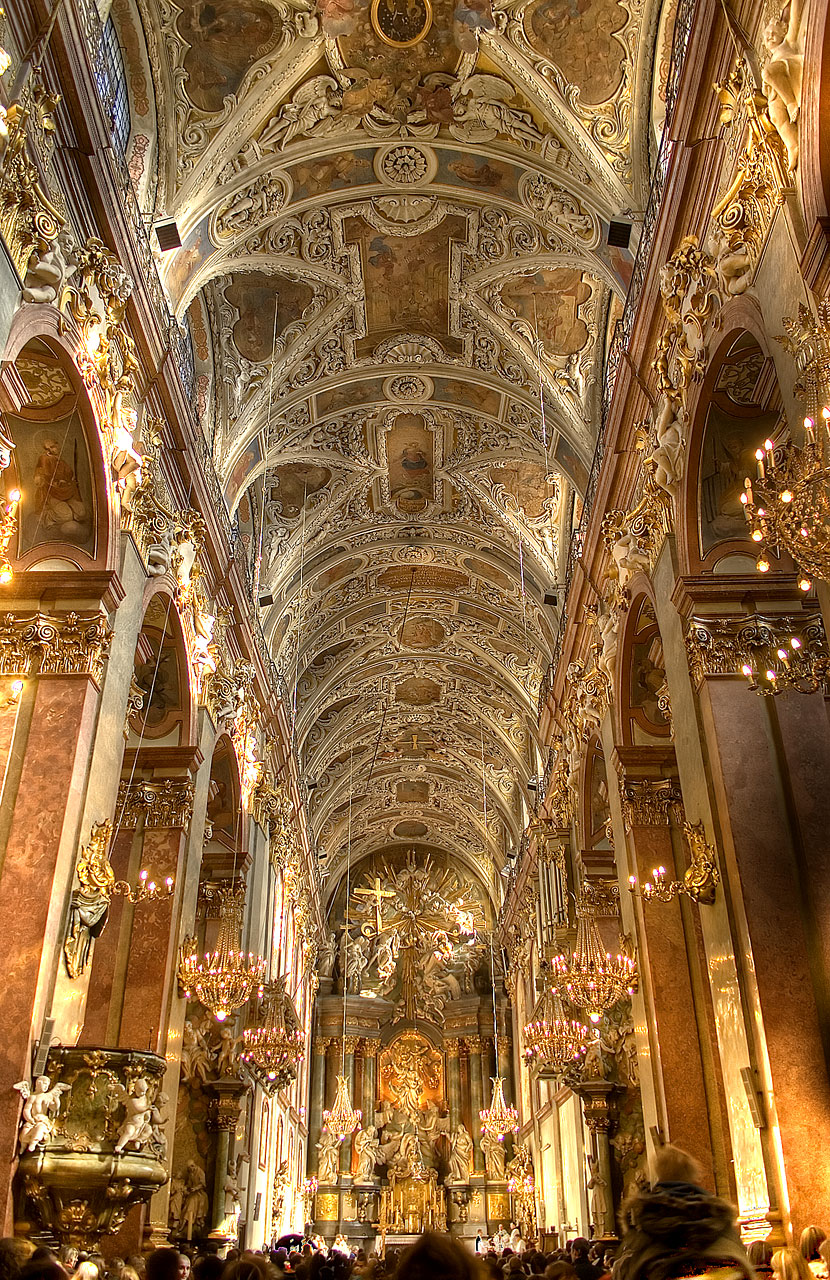
Decorațiuni din stuc, în stil baroc, din nava principală a bazilicii mănăstirii Jasna Góra, din Częstochowa (Polonia), 1693–1695

- sală:

- încăpere spațioasă destinată spectacolelor, întâlnirilor sportive, întrunirilor, expozițiilor etc.;
- vestibul, antreu, antecameră, coridor.
- sală de ședințe - încăpere de mari dimensiuni, special amenajată, dotată cu mobilier și aparatură tehnică, destinată susținerii de conferințe, dezbateri, alocuțiuni, expuneri etc.
- salon:

- sală în care au loc festivități, baluri, serbări publice etc.;
- cameră amenajată special, cu mai multe paturi, în care sunt ținuți bolnavii într-un spital;
- sală pentru expoziții de pictură, sculptură, fotografie, cărți etc.;
- cameră într-o locuință destinată primirii oaspeților.
- scară - element de construcție alcătuit dintr-un șir de trepte care leagă două niveluri succesive ale unei clădiri.

- scară cu trepte balansată - scară la care forma în plan a unor trepte este diferită de celelalte, pe înălțimea uneia sau mai multor rampe, ori a întregii scări.
- scară de serviciu - scară secundară într-un imobil (pentru acces la dependințe).
- scară mecanică/rulantă - vezi escalator.
- scuar - spațiu urban deschis, de dimensiuni mici, amenajat pe domeniul public (de regulă în interiorul unei intersecții, între străzi sau în cadrul unei piețe⁠(d)), destinat recreerii, circulației pietonale și înfrumusețării orașului.
- secțiune transversală bazilicală - combinația de trei sau cinci nave a unei bazilici, nava centrală fiind cea mai înaltă.
- soclu:

- suport sau postament (din piatră) care susține o coloană, o statuie etc.;
- partea de jos (mai proeminentă) a unei clădiri, a unui grilaj de fier etc.
- spolia - reutilizarea pietrei dintr-o construcție veche pentru realizarea alteia, nu numai din motive economice, ci și ideologice.
- stâlp - element structural și decorativ vertical, folosit atât pentru a susține greutatea unor părți ale clădirii (cum ar fi tavane, arcade sau etaje superioare), cât și pentru a îmbunătăți aspectul estetic al construcției, în care caz poate fi dotat cu bază și capitel; vezi și coloană.
- stil arhitectural - metodă specifică de construcție, caracterizată sau definită prin caracteristicile care o fac remarcată.
- stil compus - stil arhitectural format din împrumuturi luate din mai multe stiluri. Vd. infra: stil eclectic.
- stil eclectic - termen folosit, mai ales în arhitectură, pentru a descrie combinația de elemente din diverse stiluri istorice, într-o singură lucrare. Vd. supra: stil compus.
- stoa - în arhitectura Greciei antice, un portic sau un culoar acoperit (hipostil), adeseori pentru folos public.
- streașină - prelungire a acoperișului unei construcții în afara zidurilor pentru a le apăra de ploaie.
- structură:

- mod de construire a unui edificiu, a unui pod etc.;
- construcție fixă, imobilă, realizată de oameni și care este de sine stătătoare.
- stuc - material sub formă de pastă, folosit pentru decorații arhitectonice, care se prepară dintr-un amestec de var stins, praf de marmură și praf de cretă.

## Ș
- șambrană – cadru de piatră, de lemn etc., uneori sculptat, care mărginește și decorează o fereastră sau o ușă.
- șpros – fiecare dintre stinghiile de lemn care se fixează în formă de cruce în spațiul ferestrei.
- Șarpantă – schelet format din piese de lemn, de metal sau de beton armat, care susține învelitoarea unui acoperiș (sau un alt element al unei construcții) și permite realizarea formei acestuia.

## T
- telamon - vezi atlant.
- tencuială - preparat care se aplică pe o suprafață (de obicei pe un zid) pentru a o netezi, a o proteja, a o decora.
- terasă:

- construcție deschisă, anexă a unei clădiri, așezată la nivelul parterului, al unui etaj sau pe acoperiș (servind ca loc de odihnă sau de agrement).
- suprafață plană amenajată pe o ridicătura de teren, în parcuri sau în grădini;
- porțiuni de trotuar în fața unei cafenele sau a unui restaurant, unde sunt așezate mese pentru consumatori.
- tessera, tesserae - în latină, mic cub de piatră folosit la crearea mozaicurilor.
- tindă - vezi pridvor.
- traforaj - ornament arhitectural perforat.
- transept:

- galerie transversală care separă corul de nava unei biserici, formând cu aceasta brațele crucii în plan orizontal;
- încăpere care intersectează ortogonal o încăpere mai importantă.
- trapeză - sală de mese a unei mănăstiri, refectoriu.
- travee - parte a unei bolți cuprinsă între doi suporți.
- treaptă- fiecare dintre suprafețele orizontale, cu lățime relativ mică, situate la diverse înălțimi, la distanțe egale, care alcătuiesc o scară.
- treflă - motiv decorativ realizat prin racordarea a trei elemente circulare unite vertical printr-un picioruș.
- tribună:

- construcție din lemn, din piatră, din beton etc., cu mai multe rânduri de bănci așezate în amfiteatru, de unde spectatorii pot privi desfășurarea unor festivități, parade, competiții sportive etc.;
- balcon situat deasupra navelor laterale ale unei biserici.
- triforiu - galerie îngustă (în bazilicile romanice și gotice), susținută de coloane subțiri, care înconjoară nava centrală, deasupra nivelului navelor laterale.
- triforă, pl. trifore - (în stilul gotic și romanic; despre ferestre, uși etc.) împărțită în trei prin două colonete, fiecare despărțitură fiind terminată cu un arc.
- trompă:

- element de construcție în formă de boltă trunchiată, înlesnind de obicei trecerea de la un plan pătrat la un plan poligonal sau circular;
- boltă de colț în consolă pentru susținerea unui element în relief față de planul fațadei.
- turlă - construcție de forma unui cilindru sau a unei prisme poligonale, de înălțime relativ mare, care face parte din complexul arhitectural al bisericilor, înălțându-se deasupra acoperișului.
- turn - construcție prismatică sau cilindrică, clădită separat sau făcând parte dintr-un complex arhitectural, fiind de obicei mai înaltă decât celelalte construcții.

- turn de ventilație - element tradițional folosit, în special în arhitectura persană⁠(d), pentru răcirea și ventilarea clădirilor.
- turn-lanternă - vezi lanternou.

## V
- verandă - galerie a unui edificiu, semideschisă sau vitrată, mărginită de o balustradă și care face legătura cu peisajul, servind pentru recreare.
- vestibul - prima încăpere (de mici dimensiuni) a unei locuințe, a unui edificiu, în care se intră venind de afară și din care se pătrunde în alte încăperi; sinonim: antreu; vezi și anticameră.
- volută -  ornament în formă de spirală, folosit la decorarea capitelului unei coloane, a unei console etc., în special în stilul ionic.
- vomitoriu - În Antichitatea romană, ieșire largă care servea la evacuarea spectatorilor dintr-un amfiteatru, dintr-un teatru etc.
- vută - porțiune a unei bolți sau a unei arcade cuprinsă între începutul curbei și un punct oarecare de pe aceasta.

## W

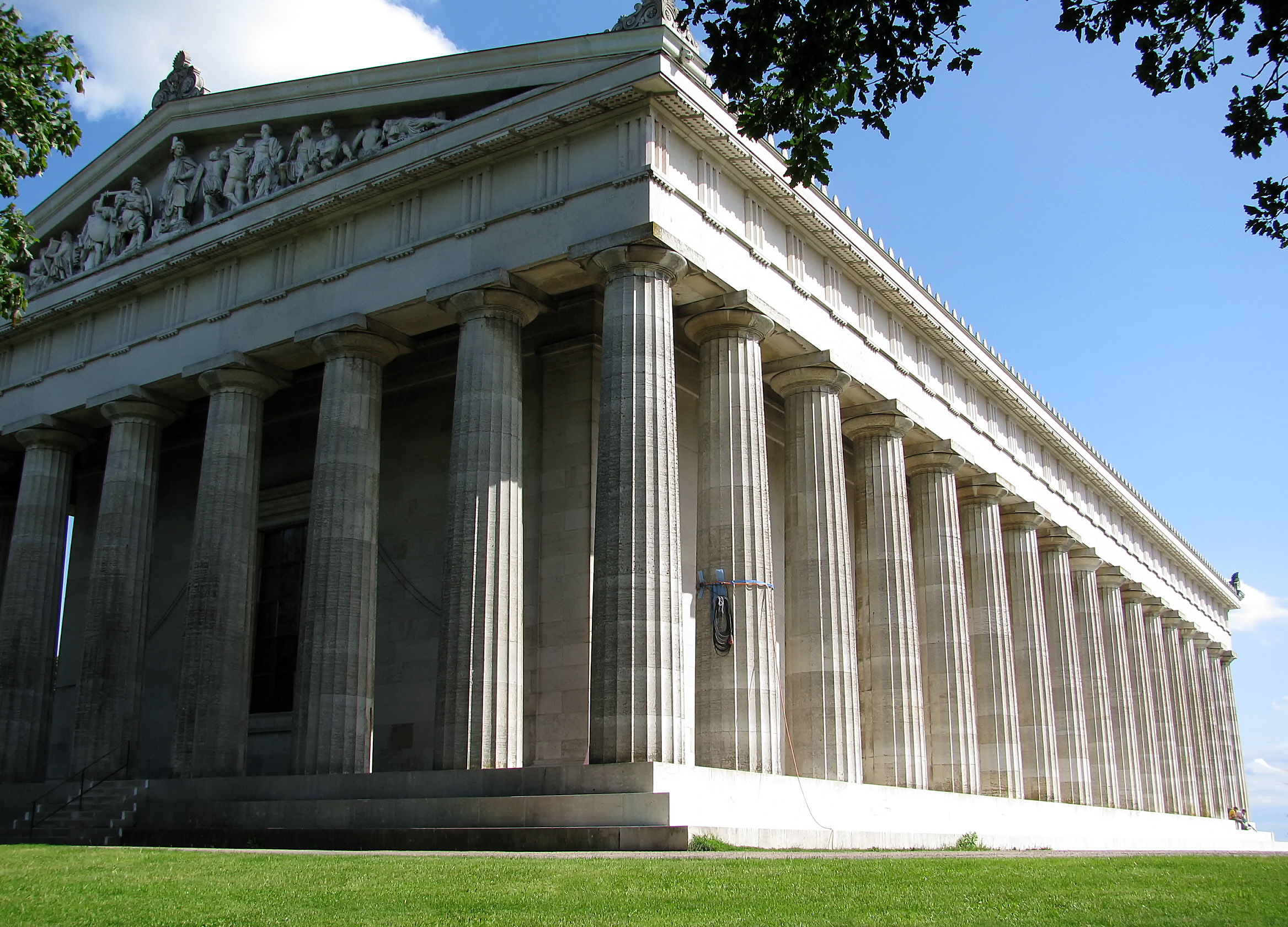
Walhalla, vedere exterioară, dinspre nord-vest.

- Walhalla - un templu de marmură din Germania, pe malul stâng al Dunării, la 10 km în aval de orașul Regensburg din Bavaria.

## Z
- zgârie-nori - clădire foarte înaltă, continuu folosibilă până la cele mai înalte nivele ale sale.
- zid - parte masivă a unei construcții care delimitează, închide sau marchează diferite părți ale acesteia.
- zvoniță - tip de clopotniță întâlnită la bisericile din Rusia, Polonia și nordul Moldovei.